# Didier Deschamps
Pour les articles homonymes, voir Deschamps et Didier Deschamps (homonymie).
Didier Deschamps, né le 15 octobre 1968 à Bayonne (Pyrénées-Atlantiques), est un footballeur international français, reconverti en entraîneur. Depuis 2012, il est le sélectionneur de l'équipe de France.
Originaire du Pays basque puis formé au FC Nantes, il évolue rapidement au poste de milieu défensif sous les couleurs nantaises. Il est ensuite transféré à l'Olympique de Marseille où il remporte la Ligue des champions 1993. Avec l'OM, il gagne aussi deux titres de champion de France. En 1994, il rejoint la Juventus de Turin où il joue quatre finales européennes consécutives, remportant notamment à nouveau la Ligue des champions en 1996, ainsi que trois Serie A. Il termine sa carrière de joueur à Chelsea puis à Valence où il prend sa retraite.
Sélectionné 103 fois en équipe de France, dont il est capitaine à 54 reprises, entre 1989 et 2000, Didier Deschamps s'impose comme le relais sur le terrain de l'entraîneur Aimé Jacquet. Avec les Bleus, il gagne la Coupe du Monde 1998 (première pour la France) et le Championnat d'Europe 2000.
Membre du FIFA 100, une liste des plus grands footballeurs vivants publiée en 2004 pour le centenaire de la Fédération internationale de football association (FIFA), signée par Pelé, il est le deuxième joueur après Franz Beckenbauer à avoir gagné en tant que capitaine la Coupe du monde de football, l’Euro et la Ligue des champions.
Didier Deschamps devient entraîneur en 2001 avec l'AS Monaco, club avec lequel il dispute la finale de Ligue des champions 2004. En 2006, il fait remonter la Juventus, reléguée administrativement en Serie B, en première division malgré la sanction de retard de points à l'entame de la saison. Après une pause de deux ans, il revient à l'OM où il remporte le titre de champion de France 2010 ainsi que trois Coupes de la Ligue.
Nommé entraîneur-sélectionneur de l'équipe de France en 2012, il atteint les quarts-de-finale de la Coupe du Monde 2014, puis la finale de l'Euro 2016, perdue en prolongation face au Portugal. En 2018, il parvient à mener les Bleus à la victoire en finale de la Coupe du Monde, face à la Croatie, sur le score de 4 buts à 2. Deschamps devient ainsi le seul Français à avoir gagné les deux Coupes du Monde (la première en tant que joueur et capitaine, la deuxième en qualité de sélectionneur) ainsi que la troisième personnalité de l'histoire du football, à avoir soulevé le trophée suprême en tant que joueur puis sélectionneur. Après l'échec à l'Euro 2020 puis la victoire à la Ligue des nations 2021, il mène à nouveau l'équipe de France jusqu'en finale à la Coupe du monde 2022 mais s'incline face à l'Argentine à l'issue de la séance des tirs au but (2-4, après le score final 3-3). Son contrat à la tête des Bleus est ensuite prolongé jusqu'en 2026. Le 8 janvier 2025, il officialise dans une interview son départ de l'équipe de France à l'issue de la Coupe du monde 2026.

## Biographie

### Jeunesse
Didier Deschamps naît à la clinique du quartier Lachepaillet, à Bayonne, et est le second fils de Pierre et Ginette. Les parents occupent avec Philippe, l’aîné de trois ans, une maison dans la campagne verdoyante du Pays basque. Ginette Deschamps est vendeuse de laine et son mari peintre en bâtiment à la Direction départementale de l'Équipement. Pierre vit longtemps au rythme des rebonds amateurs du ballon ovale, troisième ligne aile sous le célèbre maillot du Biarritz Olympique. Sur les bancs du groupe scolaire Sutar, à Anglet, Didier est un élève calme et studieux. Une fois les devoirs finis, il s'empresse de jouer au ballon seul, avec ses voisins ou cousins. Pour autant, il ne veut pas intégrer un club de football : « J’aimais surtout jouer. J’avais quelques maillots, je regardais l’équipe de France à la télévision mais, pour moi, footballeur, c’était pas un métier ! » Didier préfère la nature, un milieu dans lequel il grandit, explore, pêche et se met à la chasse, comme son père et son grand frère. Ce dernier meurt à l'âge de 22 ans, dans l'accident d'avion du Vol Air France 1919 qui s'écrase le 21 décembre 1987 à Eysines (Gironde),. Le décès de son frère, ainsi que ceux de Jean-Michel Labejof et Seth Adonkor en 1984 dans un accident de voiture, coéquipiers au FC Nantes, l'ont « fait grandir plus vite même s'il était déjà mature » déclare Raynald Denoueix. Son père, Pierre Deschamps, meurt le 31 mai 2022.

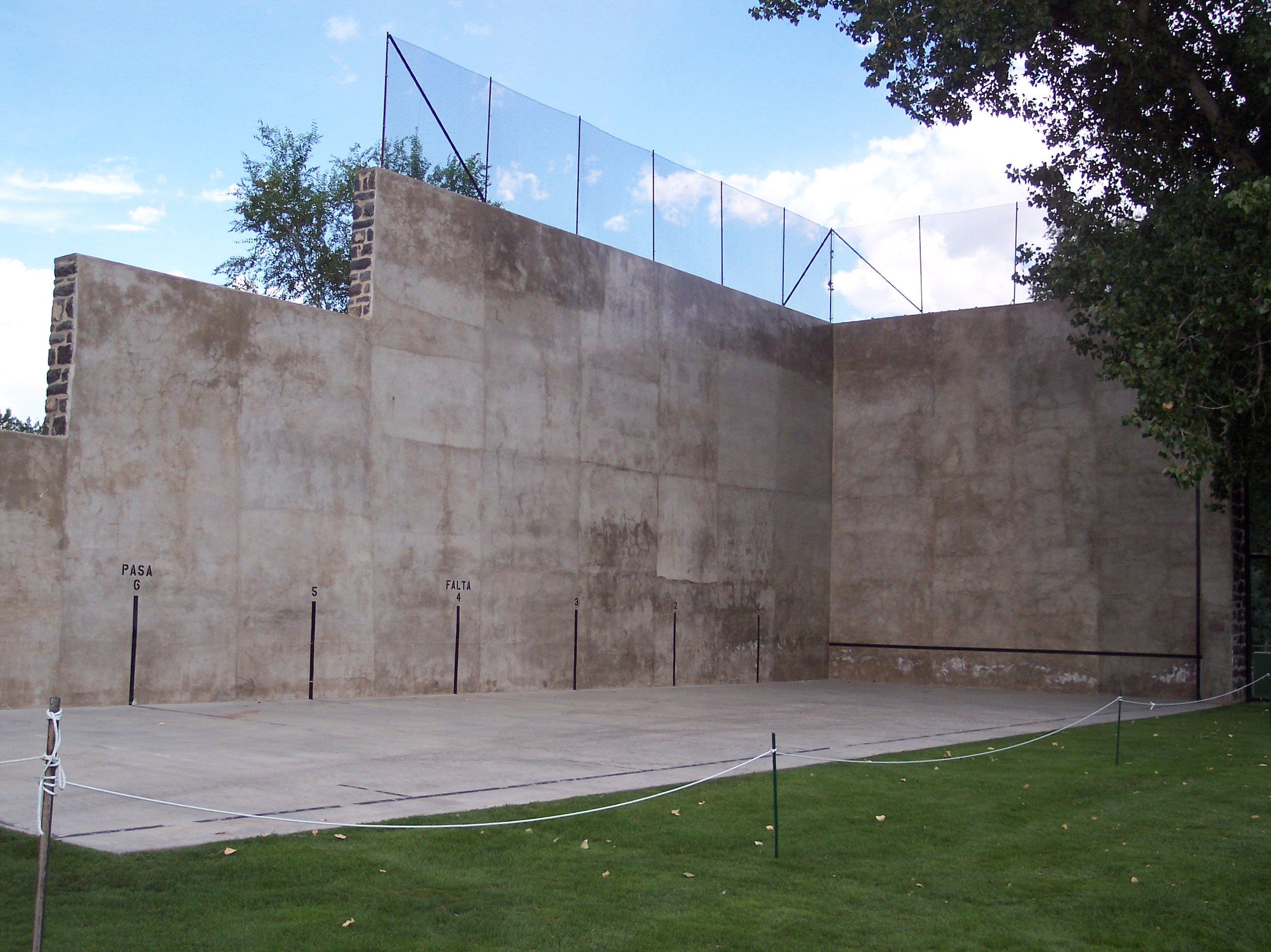
Deschamps essaye beaucoup de sports dont la pelote basque.

Puis, le gamin d’Anglet entre au collège catholique Saint-Bernard à Bayonne. Entre le catéchisme et la révision de ses cours, Didier découvre le sport avec ses amis. Il dribble à la récré, sur le petit terrain de l’établissement privé et s’essaie aussi à la natation, au cross-country et au demi-fond grâce à l’UNSS. En cinquième, dans la catégorie Minimes, il est sacré champion de France scolaires sur le 1 000 mètres. Didier touche aussi au handball, au saut en longueur et au rugby. Il déclare en 1985 : « J'ai arrêté le rugby lorsque je me suis aperçu qu'autour de moi, ils étaient beaucoup plus grands ». Mais aussi aux parties de « mur à gauche », spécialité de pelote basque,, avec son père sur le fronton de Saint-Pierre-d'Irube. Il a onze ans quand il décide de tenter le football. « Je ne vais pas signer aux Genêts d’Anglet, lâche-t-il à ses parents sidérés. Aucun joueur ne sort de là-bas ! » L’Aviron bayonnais, qu'il décide d'intégrer, a lui vu débuter Christian Sarramagna, Félix Lacuesta ou Jean-Louis Cazes.
Les dirigeants de l’Aviron sont tout de suite ébahis par Didier, Jacques Sorin en tête : « Il devait être Pupilles 2, mais il était grand, rapide et beaucoup plus costaud que les gamins de son âge. Il a tout de suite intégré l’équipe Minimes ». Attaquant, il inscrit but sur but. « Il s’est tout de suite transformé en patron sur le terrain, poursuit le dirigeant basque. Didier avait l’ascendant sur ses copains, même plus âgés. Il ne cherchait pas à s’imposer, c’était naturel chez lui ». Tout de suite surclassé, il connaît les différentes sélections : départementales, régionales et bientôt nationales. En Minimes 2, il endosse, en déplacement, son premier maillot bleu en Belgique (0-0). En bon capitaine, devenu milieu de terrain, il brandit en 1982 la Coupe nationale des Minimes, qu'il remporte avec la sélection de la Ligue d'Aquitaine. Une dizaine de clubs se manifestent, mais Pierre Garonnaire est le premier sur le coup. Le dénicheur de talents de l’AS Saint-Étienne lui propose une semaine de stage dans le Forez. « J’y suis allé avec Monsieur Sorin, pendant les vacances de Pâques. Les installations me plaisaient. Malheureusement, quelques jours après mon séjour stéphanois, l’affaire de la caisse noire a éclaté (avril 1982) ! »
Le contact est rompu avec l’ASSE et les Girondins de Bordeaux tentent alors une approche cavalière. Plus tard, il répond à l’invitation du FC Nantes qui lui propose de venir assister à un match. Avec ses parents, Didier visite le centre de formation à La Jonelière. Le Basque s’installe à Nantes à l'été 1982, sans passer par l'AJ Auxerre qui, par l’intermédiaire de l’incontournable Guy Roux, multiplie les appels du pied. « Mes parents ont été formidables. Ils m’ont laissé choisir. J’ai opté pour le FCN parce que ce club me donnait des certitudes au niveau scolaire. Mais, dans ma tête, les choses étaient désormais bien définies : je voulais décrocher un premier contrat professionnel ». Il y côtoie Marcel Desailly qui sera plus tard son coéquipier à l'Olympique de Marseille, à Chelsea mais aussi en équipe de France.

## Carrière de joueur

### Carrière en club

#### Formation et débuts au FC Nantes (1983-1989)

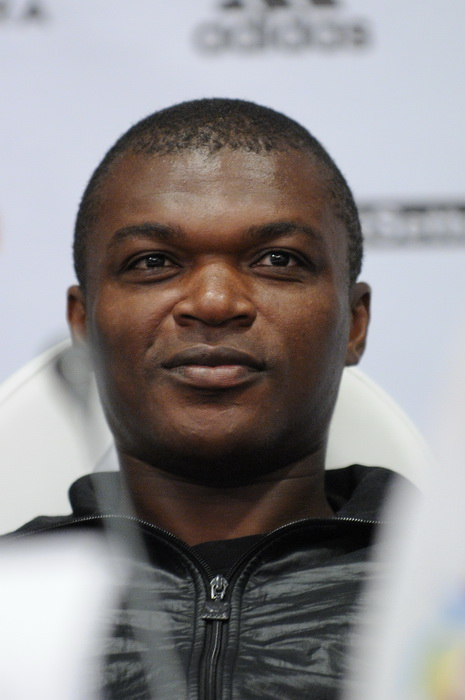
À Nantes, Deschamps se lie d'amitié avec Marcel Desailly, qu'il retrouvera en Bleus, à l'OM et à Chelsea.

Didier Deschamps vit des premiers mois à Nantes pénibles. « Robert Budzynski m’avait fait trop de pub. Je passais pour le petit prodige et cela a suscité de la jalousie ». Timide et réservé, il est le souffre-douleur des plus anciens, parmi lesquels certains ont quatre ans de plus que lui. L’hebdomadaire Pif Gadget lui consacre un article le présentant comme un grand espoir du football français, ce qui n'aide pas. Il vit en marge, s’enferme dans sa chambre après les entraînements, bosse une seconde qu’il prépare par correspondance. Il s’accroche et ne se plaint jamais pour ne pas affoler ses parents. Au bout de six mois, le jeune Deschamps est définitivement accepté. Il se lie d'amitié avec Marcel Desailly, le nouveau copain et bientôt le confident. Côté terrain, Didier débute avec les cadets nationaux de Raynald Denoueix, d’abord milieu de terrain, puis libéro. Il passe de deux entraînements par semaine à deux par jour. En 1984, il est finaliste de la Coupe Paul-Nicolas, contre Bordeaux, et demi-finaliste de la Gambardella la saison suivante. Chaque mois, ses parents montent faire le point avec Budzinski, le directeur sportif du FCN : « Il nous tenait régulièrement le même discours, raconte M. Deschamps. Si Didier n’a pas de pépins physiques, il sera pro et jouera en équipe de France ! ».

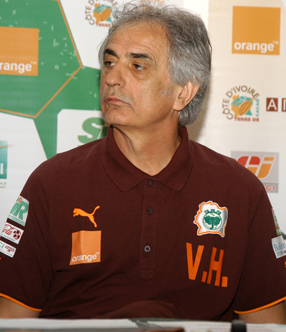
Pour son 1er match professionnel, il remplace Vahid Halilhodžić (ici en 2008).

À seize ans et demi, le jeune capitaine des Bleuets en Cadets se concentre sur l’essentiel et cravache. Outre le terrain, il garde le contact scolaire, en préparant un bac B (aujourd’hui filière ES) et peaufine son apprentissage balle au pied. Il dispute quelques matchs alors en Division 4, avant d’intégrer l’équipe réserve en D3 où les jeunes Canaris terminent troisièmes du groupe Ouest à deux points du premier.
Au bout de deux ans de présence à Nantes, ses prestations en équipe B réussissent à convaincre Jean-Claude Suaudeau, entraîneur de l'équipe première, à l'intégrer au groupe professionnel à l'aube de la saison 1985-1986 où il côtoie les vedettes du club aux entraînements. Le 27 septembre 1985, Didier effectue ses premiers dribbles en Division 1. « C’était à Brest, nous avions gagné 3-1, se remémore le sélectionneur. Je rentre vers la 20e minute, lorsque Vahid Halilhodžić se blesse. Une heure à ce niveau, ça m’a paru bien long ! » Le 11 décembre, le Basque remplace Loïc Amisse en Coupe de l’UEFA, pour les trois dernières minutes d’un Nantes-Spartak Moscou (1-1). Fort de ses sept apparitions au sein de l’élite, même s'il passe le plus clair de son temps en équipe réserve, l'équipe A finit vice-championne à trois points du PSG tout en ayant la meilleure défense avec 27 buts d'encaissés. Avec la réserve, Didier termine leader du groupe Ouest de D3 en ayant aussi la meilleure défense avec 18 buts d'encaissés. Avec l'équipe des jeunes Canaris, il perd la finale de la coupe Gambardella contre l'AJ Auxerre aux tirs au but (0-0 tab).
La saison 1986-1987 voit le Bayonnais s'immiscer un peu plus dans le onze nantais en accumulant 19 présences sur les feuilles de match de l'élite où les Jaunes terminent à la douzième position. Il rajoute également à son actif deux rencontres européennes en disputant de nouveau la coupe UEFA où lui et ses partenaires ne dépassent pas le premier tour à la suite de leur défaite contre Torino (4-0 et 1-1). Avec l'équipe réserve nantaise, il participe à quelques rencontres du championnat de D3 où elle termine troisième du groupe Ouest avec la meilleure défense avec 22 buts d'encaissés. Pendant cette saison, Didier sort davantage en soirée. Budzinski lui dit d'en profiter à 18 ans du fait qu'il peut « se reprendre car à 24 ans c'est plus difficile ».
Dès 1987, le protégé de Suaudeau paraphe son premier contrat professionnel et le voilà capitaine à 19 ans. Au poste de défenseur central, il avale une saison pleine et inscrit son premier but en L1, le 1er septembre 1987, contre l’Olympique de Marseille. « J’évoluais avec deux stoppeurs, Desailly et Antoine Kombouaré. Ce poste, je l’aimais bien. Il m’a beaucoup apporté par la suite, notamment parce qu’à l’époque, j’étais toujours face au jeu ». Recadré milieu défensif, on le compare alors à Henri Michel à la Beaujoire. Bien dans sa tête, Didier s’épanouit pleinement en jaune et vert malgré deux décès successifs dans sa famille,.
Il enchaîne par une bonne saison 1988-1989 durant laquelle il devient international français, convoqué par Michel Platini. Deschamps est capitaine du FCNA à seulement vingt ans et déclare : « ça ne pose pas de problème d'être un si jeune capitaine. Sur le terrain, j'ai toujours beaucoup parlé, j'aime diriger mes partenaires. Chez moi, c'est naturel ». Son appétit de victoires commence à le titiller mais, pour gagner, il faut quitter Nantes. En novembre 1989, Miroslav Blažević, alors entraîneur des Canaris, perd son homme majeur. Avec ses 131 matchs en D1 (4 buts), Didier signe pour quatre ans à l’Olympique de Marseille.

#### Capitaine à l'Olympique de Marseille (1989-1994)
« En arrivant dans le sud, j’ai compris que je ne jouais plus le même championnat. À 21 ans, je quittais le cocon nantais pour me retrouver entouré de stars. J’étais déboussolé. En plus, les premiers contacts avec Bernard Tapie étaient compliqués, je n’arrivais pas à lui parler ! » Avec des coéquipiers comme Mozer, Papin ou Francescoli, Didier Deschamps ne parvient pas à se libérer. Ses débuts au stade Vélodrome sont hésitants. Pour sa première saison, il joue dix-sept bouts de matchs en D1, une demi-finale européenne perdue contre Benfica Lisbonne pour ses débuts en C1 et remporte le titre de champion de France.

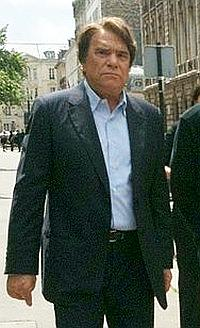
À l'OM, Deschamps est en conflit avec Tapie.

Pour la saison 1990-1991, il s'en va aux Girondins de Bordeaux, prêté pour une saison. Didier prend mal la nouvelle mais relève le défi. À peine arrivé, il subit une opération du triceps et des problèmes extra-sportifs viennent gangrener la vie du club. Cette saison 1990-1991, il connaît trois entraîneurs : Raymond Goethals, Gernot Rohr, puis Gérard Gili, et joue même deux mois gratuitement pour pouvoir partir. Son coéquipier à Bordeaux, Christophe Dugarry explique au micro de Canal+ Sport qu’à son arrivée, Deschamps s’impose : « De suite, il s’occupe de tout. Il a envie de prendre des responsabilités. Il s’occupe un peu de tout, il participe à toutes les discussions et aux entraînements, il râle quand ça ne va pas et il replace ». Didier, qui rêve d’une nouvelle chance sous le maillot olympien, entame un véritable bras de fer avec Tapie, le boss de l’OM. « Il voulait m’envoyer au PSG pour récupérer Jocelyn Angloma. Alors, je l’ai appelé ! » Chez ses parents, Didier s’enferme dans une chambre et affronte son président au bout du fil. À force d'insister, Didier obtient le droit de rentrer à l'OM,.

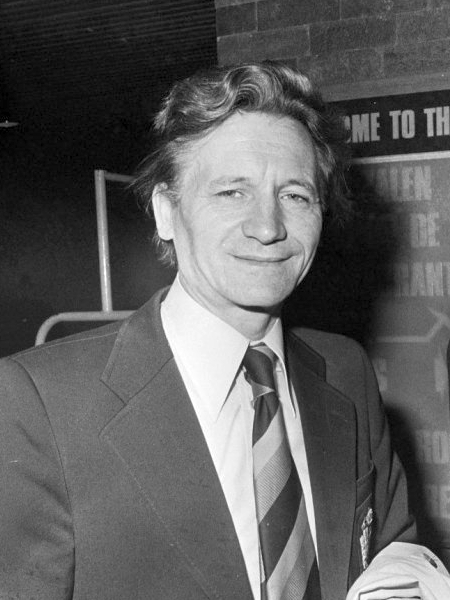
Il rencontre Goethals (ici en 1977) en arrivant à Bordeaux avant de tout gagner avec lui à l'OM.

Deschamps gagne son pari. Il brille avec les Bleus lors de la campagne éliminatoire de l’Euro 1992 (huit matchs, huit victoires) et s’affirme comme le ratisseur attitré de l’OM. Le numéro 11 devient un cadre de l'équipe phocéenne en accumulant 44 rencontres toutes compétitions confondues pour quatre buts (tous en D1). Il est l'un des grands artisans du quatrième titre de champion de France consécutif de l'OM, son second personnel,, tout en ayant les meilleures attaque (67) et défense (21). En coupe de France, les Olympiens atteignent les demi-finales qu'ils ne peuvent jouer contre le SC Bastia à cause de la catastrophe de Furiani. Le bémol de la saison de l'OM est son élimination dès le second tour de la coupe des Champions 4-4 score cumulé contre l'AC Sparta Prague (victoire 3-2 au stade Vélodrome et défaite 2-1 en République tchèque).
Malgré l’échec français à l’Euro suédois, Didier, promu capitaine de l’OM à la suite du départ de Jean-Pierre Papin et à la place de Bernard Casoni, entre dans l’histoire le 26 mai 1993. Deschamps devient le premier capitaine d'une équipe française tout en étant le plus jeune (pas encore 25 ans) à soulever la Ligue des champions. À Munich, le club phocéen bat l’AC Milan de Fabio Capello, champion d'Italie en titre (1-0). « Je n’oublierai jamais cette période de ma vie. Dans ce groupe, il y avait une vraie communion. Nous réussissons une saison extraordinaire. (...) Il y a la fête au Vélodrome, le défilé sur la Canebière et, malgré toute cette fatigue, on dynamite le PSG en championnat (3-1), dans le match du sacre ». Les phocéens terminent pour la cinquième fois d'affilée champions de France tout en ayant la meilleure attaque (71).
Mais l’affaire VA-OM éclate au grand jour. Le titre de champion de France 1993 est retiré aux Olympiens qui doivent entamer la saison 1993-1994 privés de Coupe d’Europe. Malgré les secousses, l'ancien Bordelais décide de rester fidèle à Marseille et vit une saison plus que convenable avec une deuxième place en championnat à huit points du PSG tout en ayant la meilleure attaque (56). En 2022, le magazine So Foot le classe dans le top 1000 des meilleurs joueurs du championnat de France, à la 34e place.

#### Sur le toit de l'Europe à la Juventus (1994-1999)

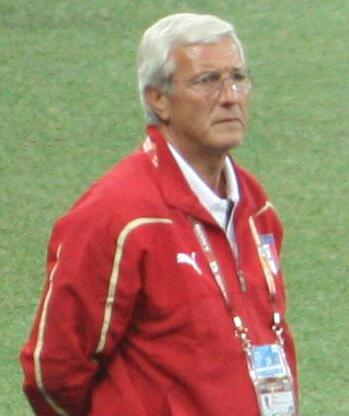
Marcello Lippi est son entraîneur durant ses cinq ans à la Juve.

Le 6 mai 1994, il s’engage pour trois saisons avec le club italien de la Juventus de Turin. Sur les bords du Pô, la famille Deschamps s’installe sur une colline, à l’écart de la fourmilière industrielle. Une nouvelle épreuve commence pour le successeur de Michel Platini sous ce maillot bianconero. Blessé au tendon d'Achille, l’international français passe sur le billard. « J’ai dû m’arrêter six mois et j’ai eu peur de ne jamais retrouver mes moyens ». Le 19 février 1995, le milieu défensif est de retour. Il fait ses débuts en Serie A face au SSC Naples (1-0). Son excellente prestation décide Marcello Lippi à le titulariser ensuite systématiquement dans son onze de départ. « Il possède une telle volonté de vaincre qu’il est très vite devenu un garçon indispensable dans notre groupe », se remémore Gianluca Vialli. À la fin de sa première saison, Deschamps et la Juventus s’offrent le doublé Coupe-Championnat. Deschamps, avec ses quatorze matchs pour un but inscrit face au Parme AC, manque d’un rien un fabuleux triplé. Les Turinois échouent face à ce même Parme en finale de la Coupe UEFA. En Italie, il se transforme et progresse surtout techniquement et tactiquement. Associé à Antonio Conte, le Basque devient le relais sur le terrain de Marcello Lippi qui fait des deux hommes un duo de milieu de terrain complet.
Lors de la saison 1995-1996, il remporte sa seconde Ligue des champions contre l’Ajax Amsterdam (1-1 tab 4-2). L'ancien Marseillais devient important au sein du onze de la Juve en accumulant quarante matchs toutes compétitions confondues pour deux buts en championnat et, en tant que titulaire, est vice-champion d'Italie. Pendant l'été, Didier est demi-finaliste de l'Euro avec les Bleus.
En 1996-1997, Deschamps gagne avec les Bianconeri la Coupe intercontinentale et la Supercoupe de l'UEFA. Avec Zinédine Zidane, qui l’a rejoint au Stadio delle Alpi, il s’offre également deux Scudetti (1997 et 1998), mais s’incline à deux reprises en finale de la Ligue des champions, face au Borussia Dortmund en 1997 (1-3), puis devant le Real Madrid CF l'année suivante (0-1).
De retour de la Coupe du monde 1998, au bout de la saison, grosse déception : « cette année suivant le titre suprême a été pénible à vivre. Les résultats ont été décevants avec la Juve. On n’a rien remporté et puis, il y a eu les enquêtes judiciaires liées aux affaires de dopage. Bref, j’ai ressenti une lassitude physique, mais aussi mentale ».

#### Fin de carrière à Chelsea puis Valence (1999-2001)

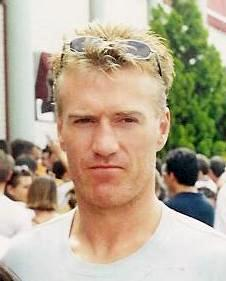
Didier Deschamps en août 2000.

Pendant l'été 1999, Didier est laissé libre par la Juventus et décide de tenter l'aventure dans un autre championnat. Il jette son dévolu sur la Premier League en s'engageant avec Chelsea dirigé par son ancien partenaire turinois, Gianluca Vialli, et où il y retrouve son ami Marcel Desailly. Les Blues ne finissent que cinquièmes en championnat et quart de finalistes de la Ligue des Champions. Deschamps rajoute tout de même un titre à son palmarès avec l'acquisition de la coupe d'Angleterre aux dépens d'Aston Villa,. Avec les Bleus, il remporte l’Euro 2000 en Belgique et aux Pays-Bas.
Deschamps veut tenter un dernier challenge en signant en faveur de Valence CF, finaliste de la dernière C1, où il y retrouve son ancien équipier marseillais Jocelyn Angloma. À la suite de quelques soucis physiques et d'une forte concurrence avec David Albelda et Rubén Baraja, l'ancien Turinois ne totalise que 19 rencontres toutes compétitions confondues. Il prend tout de même part à la cinquième position acquise en Liga tout en ayant la meilleure défense avec 34 buts d'encaissés et surtout à une nouvelle campagne de Ligue des champions jusqu'en finale. Lors de la rencontre perdue aux tirs au but contre le Bayern Munich, Didier reste sur le banc. Au terme de cette saison 2000-2001, Deschamps décide de mettre un terme définitif à sa carrière alors qu'il approche de ses 33 ans.
Début 2001, la chaîne de télévision TPS lui confie une émission qui s'appelle Deschamps Contrechamp, une émission qu'il anime et dans laquelle il reçoit des invités du monde du football.

### Carrière internationale

#### Débuts précoces mais sans Coupe du monde (1988-1994)

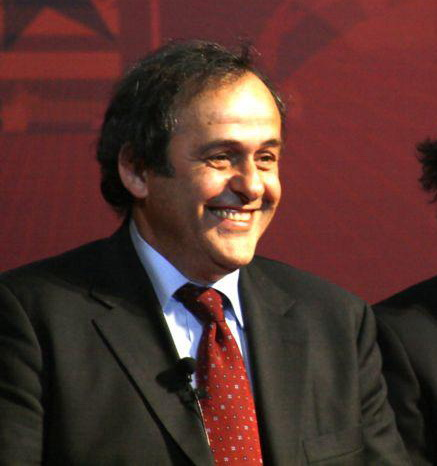
Michel Platini fait débuter Deschamps en bleu.

Didier Deschamps connaît pratiquement toutes les équipes de France : minimes, cadets, juniors, espoirs et A dont il est presque toujours capitaine. Le 29 avril 1989 au Parc des Princes, face à la Yougoslavie (0-0) en éliminatoires de la Coupe du monde 1990, Didier Deschamps fait sa première apparition sous le maillot de l'équipe de France A. Michel Platini, alors sélectionneur des Bleus, le fait rentrer à la 74e minute à la place de Daniel Xuereb. Le 11 octobre suivant, il signe son premier but avec les Bleus, toujours au Parc des Princes, face à l’Écosse (3-0). Avec la sélection dirigée par Platini, Didier n'est pas toujours titulaire mais fait néanmoins partie du groupe.
Après la non-qualification pour le Mondial 1990 puis son prêt à Bordeaux, Deschamps s’affirme comme le ratisseur attitré de l’OM en 1991-1992 et brille avec les Bleus lors de la campagne éliminatoire parfaite de l’Euro 1992 (huit matchs, huit victoires). Mais la phase finale est un échec. En Suède, la France n'arrive pas à confirmer son parcours qualificatif et est éliminée dès le premier tour avec deux matchs nuls contre la Suède (1-1) et l'Angleterre (0-0) puis une défaite (1-2) contre le Danemark, futur vainqueur du tournoi. Peu de temps après la compétition, Platini donne sa démission.
Après une saison réussie en club, couronnée par des titres de champion de France et d'Europe avec l'OM, l'affaire VA-OM éclate au grand jour. L'équipe de France enchaîne les succès lors des éliminatoires de la Coupe du monde 1994, les Bleus semblent bien partis pour obtenir leur qualification. Mais ils s'effondrent dans la dernière ligne droite alors qu'un point lors des deux derniers matchs leur aurait suffi; d'abord sur le score de (2-3) contre Israël (que les Tricolores battent 4-0 à l'aller), puis contre la Bulgarie (1-2), avec à chaque fois un but encaissé à la dernière minute, et ce, à domicile. « C’est peut-être l’année de trop. Après les auditions chez le juge, c’est la catastrophe avec l’équipe de France en novembre. Il y a ce France-Bulgarie qui nous prive de World Cup 1994. Ça, ça restera le point noir de ma carrière ! ».

#### Capitaine victorieux (1995-2000)

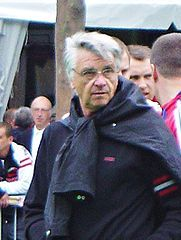
Aimé Jacquet fait de Deschamps son capitaine.

Devenu capitaine, Deschamps joue l'Euro 1996 en Angleterre avec les Bleus ; il participe aux trois matchs de poule et au quart de finale contre les Pays-Bas. Suspendu pour la demi-finale, l'équipe de France perd contre la République tchèque, aux tirs au but. Il déclare : « Nous sommes déçus et, à la fois, contents de rentrer, car le tournoi a été long. Une fois de plus, on est critiqués. Moi, je suis optimiste. Ce groupe est vivant et c’est plutôt bon signe pour l'avenir ».
En 1998, au top depuis trois ans avec la Juventus Turin, Deschamps veut plus et s’implique comme jamais aux côtés d’Aimé Jacquet, le sélectionneur des Bleus. « Dans le replacement comme dans le commandement verbal, Didier est capital, souffle le patron tricolore. C’est quand il n’est pas là qu’on mesure son importance ». Et le numéro 7 français répond présent. « Aimé est souvent venu à Turin pour discuter avec moi. À chaque visite, il me responsabilisait davantage ».
La France remporte la Coupe du monde. Deschamps en est un des principaux artisans, en donnant un cadre et une structure à l'équipe nationale. Avant la compétition, le capitaine des Bleus semble donner des signes de fatigue. Mais devant l'échéance, Didier retrouve suffisamment de force pour réaliser une grande compétition. Hormis un passage à vide contre le Paraguay en huitième de finale et une certaine retenue face à la Croatie alors qu'il est sous le coup d'une suspension en cas d'avertissement, Deschamps est parfait dans son rôle de meneur d'homme et de ratisseur de ballon à toute épreuve. Lors de la finale, il réussit son meilleur match. Face au Brésil, l’inoubliable 12 juillet 1998, Deschamps n’a pas besoin de puiser énormément pour motiver ses partenaires. « Pendant le trajet, de Clairefontaine au Stade de France, j’ai compris que cette finale ne nous échapperait pas. Il y avait une telle ferveur autour de nous que tous les gars étaient gonflés à bloc, galvanisés, prêts à livrer le match parfait. À la mi-temps (les Bleus mènent 2-0), je savais que c’était gagné. Ce jour-là, rien ne pouvait nous arriver ! » Presque toute sa famille est au stade sauf sa mère qui garde son fils qu'il s'empresse de retrouver. Le 17 juillet, une haie d’honneur de trente-cinq élèves de l’école de football de l’Aviron bayonnais fête le héros dont le stade est baptisé à son nom. Ils sont plus de deux mille sur la place de la Liberté.
Lors du match France-Ukraine disputé le 27 mars 1999, Didier Deschamps bat le précédent record de 82 sélections détenu par Manuel Amoros. Devenu le premier joueur de l'équipe de France à atteindre cent sélections, il porte ce record à 103 sélections, qui sera battu en 2003 par son ami Marcel Desailly.

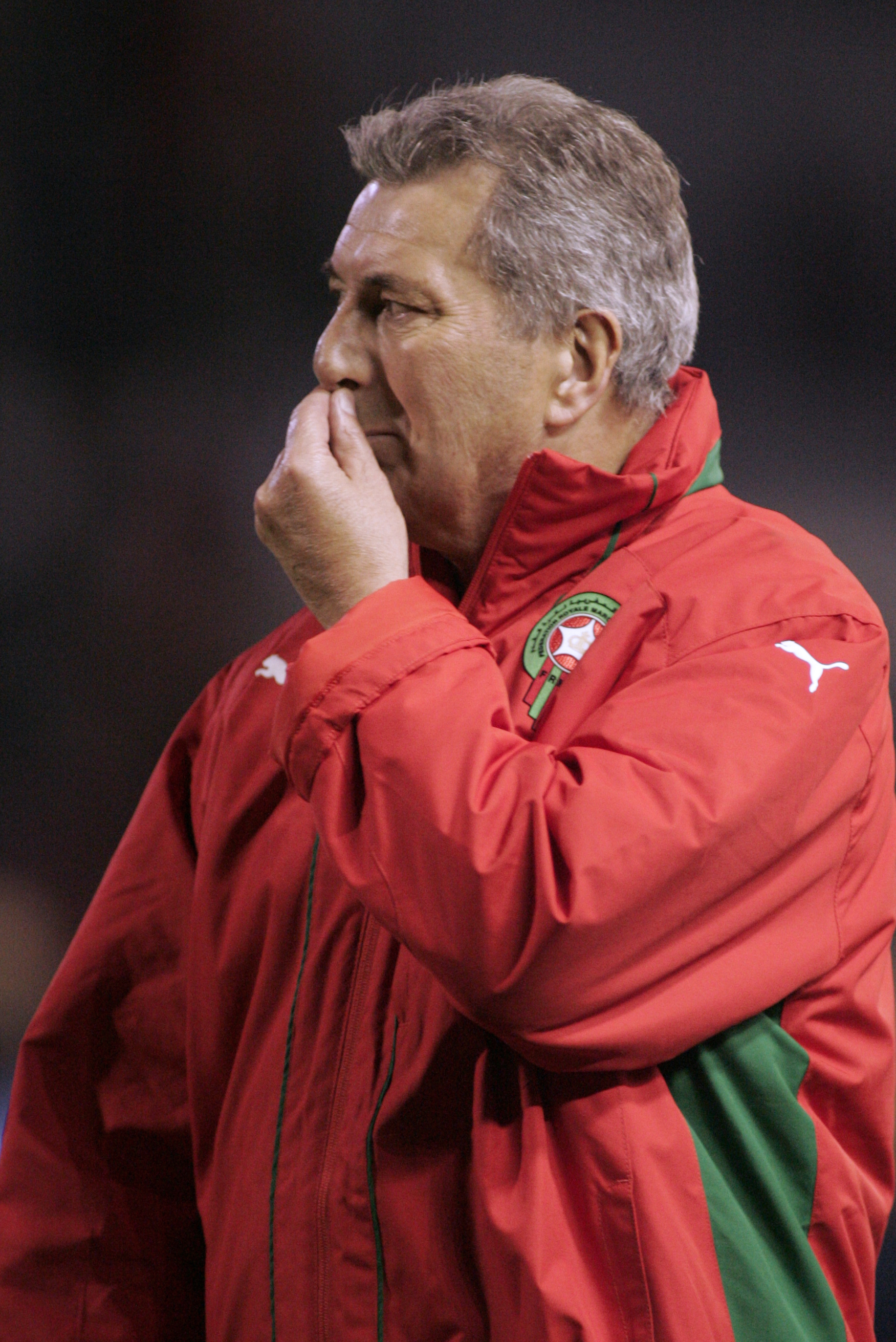
Roger Lemerre le supplie de continuer en Bleu, en vain.

Pour sa centième sélection, le capitaine de l'équipe de France s'offre une qualification pour la finale du Championnat d'Europe 2000. Même gêné par des pépins physiques, il prouve lors de ce match contre le Portugal que son intelligence de jeu et son sens tactique sont indispensables aux Bleus. Sur la lancée, il gagne également l'Euro 2000. Au nez et à la barbe de ces Italiens qu’il a côtoyés pendant plusieurs mois, Didier soulève un nouveau trophée international sur la pelouse de Rotterdam (2-1 après prolongation). Après la remise de la coupe, le capitaine tricolore décide de mettre un terme à sa carrière internationale. Roger Lemerre le supplie de continuer, de poursuivre jusqu’au Mondial 2002 pour un éventuel second sacre au Japon. Mais Didier puise dans ses réserves depuis de longues semaines. Il veut aussi profiter de son fils, tout juste âgé de quatre ans et qu’il ne voit pas grandir.
Le 2 septembre 2000, Didier Deschamps se retire de l'équipe de France au terme d'un match amical contre l'Angleterre au Stade de France (1-1). Présent dans les duels, agressif, Deschamps perd très peu de ballons et ne manque pas sa sortie. En compagnie de Laurent Blanc et Bernard Lama, dont les carrières internationales prennent aussi fin, « La Desch » reçoit de Marie-George Buffet, ministre des sports, et Claude Simonet, président de la Fédération, un bouquet et une œuvre d'art : un serre-livre en cristal Lalique représentant un coq tricolore. Avec un match contre une sélection de la FIFA en août, le compteur de « DD » s'arrête à 103 sélections.

## Carrière d'entraîneur

### Débuts prometteurs à l'AS Monaco (2001-2005)

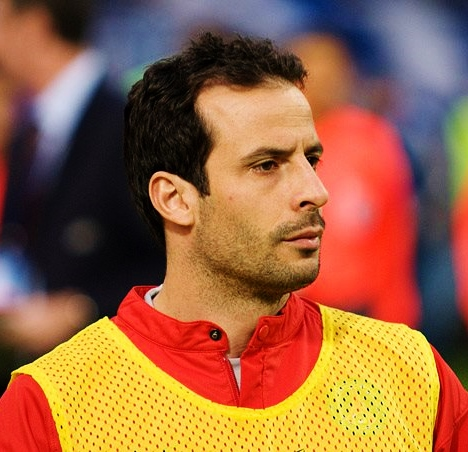
Ludovic Giuly est déjà un cadre de l'équipe quand Deschamps la prend en main.

À peine les crampons raccrochés, il signe pour quatre ans à l’AS Monaco comme entraîneur et directeur technique. Mais, au terme d’une saison sinueuse, Monaco termine 14e du championnat. L’équipe n’échappe que de trois points à la relégation et Deschamps se brouille avec Marco Simone. Deschamps doute profondément et son président, l’omnipotent Jean-Louis Campora, l’annonce même partant en juin 2002. À force de concessions, l’ancien capitaine des Bleus sauve sa tête in extremis. En contrepartie, il doit accepter de travailler avec Jean Petit et Jean-Luc Ettori, venus le seconder. Le premier l’admet : « Sa première saison a été calamiteuse. Des joueurs aux dirigeants, tout le monde était contre lui. » Henri Biancheri, alors directeur sportif du club, apporte un éclaircissement : « Didier ne connaissait plus le football français et l’a peut-être sous-estimé. Mais, en type intelligent, il a vite rectifié le tir. »

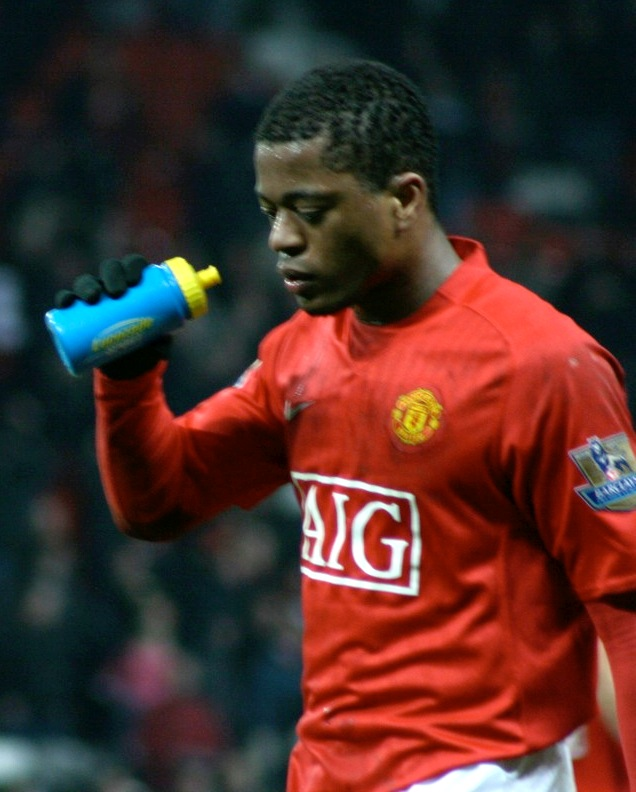
Patrice Evra (ici en 2008) fait partie de la nouvelle vague monégasque créée par Deschamps.

Didier Deschamps en est convaincu : « un entraîneur n’existe qu’à travers les résultats ! » Après avoir fait écarter Simone, lui et son équipe remportent la victoire en Coupe de la Ligue 2003 contre le FC Sochaux (4-1) et obtient une place de vice-champion de Ligue 1, à tout juste un petit point de l'Olympique lyonnais, tout en ayant la meilleure attaque du championnat avec 66 buts inscrits.
Pour sa troisième saison sur le banc de l’ASM, Deschamps peut compter sur un groupe qui lui ressemble. Au milieu des joueurs issus de la formation, on retrouve des revanchards affamés qui vont faire de la scène européenne leur terrain de reconquête. Il met en place un jeu court qui va de l’avant, tout en verticalité, capable d’imposer un style offensif assumé. On loue le jeu sur les côtés, avec des paires qui s’entendent comme dans la cour d’école. D’un côté, Hugo Ibarra et Ludovic Giuly à droite. De l’autre, Patrice Évra et Jérôme Rothen à gauche. En pointe, Fernando Morientes et Dado Pršo puis Shabani Nonda (longtemps blessé) et le jeune Emmanuel Adebayor se régalent des offrandes de leurs partenaires de couloirs. En bon chef d'orchestre, Deschamps trouve les bons accords notamment en Ligue des champions. L'AS Monaco se retrouve ainsi sans trop de mal en quart de finale face au Real Madrid. Après avoir limité la casse à Santiago Bernabéu (défaite 4-2), Monaco accueille les Merengues au retour. Dans le documentaire Le périple rouge diffusé sur Canal+, Deschamps encourage idéalement ses hommes. Au coup de sifflet final, les joueurs de Deschamps lèvent les bras (3-1). Au tour suivant, place à Chelsea. Gonflés à bloc, les Monégasques surprennent le club anglais (3-1) aux abords du port de Fontvieille. Au retour, l'ASM qui est pourtant menée 2-0 à Stamford Bridge, s’en sort encore car Ibarra puis Morientes font taire les supporters anglais médusés (2-2). Monaco tient sa finale de C1, et Deschamps n'y est pas pour rien. Le match contre le FC Porto est un duel entre deux jeunes loups aux dents déjà aiguisées, que sont alors Deschamps et José Mourinho. À Gelsenkirchen, la blessure prématurée de Giuly coupe l’élan d’un Monaco soudain conscient de l’enjeu. Finies l’insouciance et Deschamps ne trouve pas de remède (0-3). En championnat Monaco termine troisième derrière Lyon et le PSG.
La saison suivante, les tauliers sont partis (Morientes, Giuly, Rothen) et l’ASM obtient une nouvelle troisième position en championnat, un huitième de finale en Ligue des champions et deux demi-finales en coupes nationales. L'aventure monégasque de Deschamps s'arrête en septembre 2005 à cause de résultats médiocres et surtout de l'élimination en Ligue des champions dès le troisième tour préliminaire.
Pour la Coupe du monde 2006, Didier Deschamps rejoint la « Dream Team RMC », puis reste consultant pour la station de radio dans l'émission Luis attaque aux côtés de Luis Fernandez chaque lundi pendant une demi-heure pour parler du football italien et de son club la Juventus.

### Retour à la Juventus en Série B (2006-2007)

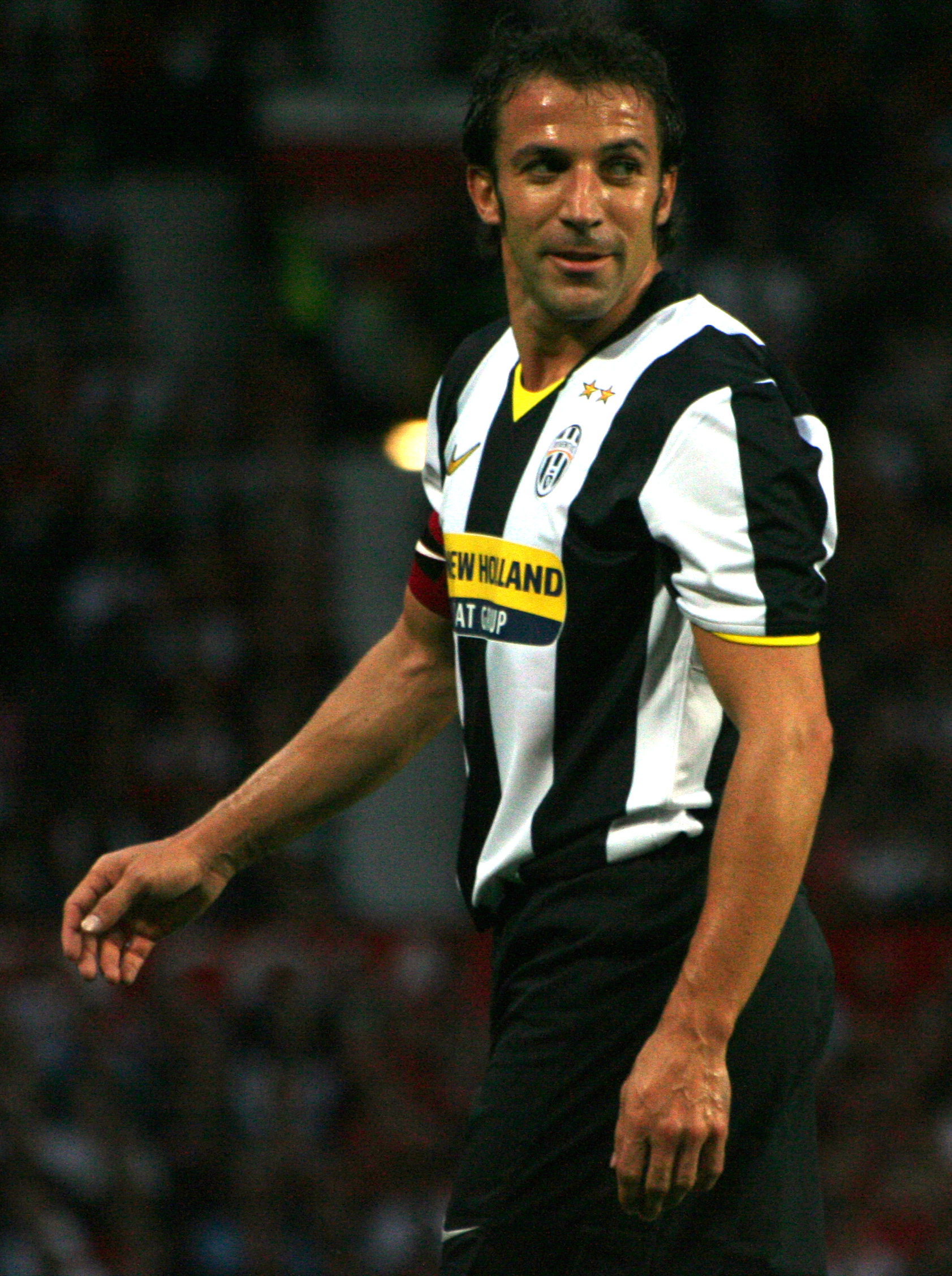
Après avoir joué à ses côtés, Del Piero est entraîné par Deschamps.

À l'issue de la saison 2005-2006, les Bianconeri sont englués dans une sombre histoire de corruption d’arbitres et risquent une rétrogradation administrative. Malgré le risque de relégation, Deschamps signe chez la Vieille Dame le 10 juillet 2006. Finalement, non seulement la Juve est condamnée à la Serie B, mais subit aussi une pénalité de 17 points au classement (ramenée à 9 en octobre). En seconde division, le Basque peut s’appuyer sur un noyau dur des stars turinoises ayant fait le choix de rester (Buffon, Camoranesi, Trezeguet, Nedved, Del Piero). Malgré la sanction, le technicien français conduit le club piémontais vers la remontée immédiate au sein de l’élite italienne. Les « tifosi » sont estomaqués par la discipline imposée et sa volonté de redorer le blason d’un club qui, durant de longs mois, a pataugé dans les eaux troubles du scandale. Il parvient à ce que le sportif reprenne enfin le dessus.
Malgré ce retour express en serie A, le divorce pointe. En désaccord avec le directeur sportif de la Juventus, Alessio Secco, Didier Deschamps met fin prématurément à sa mission sur les bords du Pô. Des années après, au micro de Sky Sports Italia, il déclare : « C’était une erreur de quitter la Juventus. Si je pouvais revenir à cet instant-là, je ne partirais plus ! Entraîner en Italie ? C’est toujours possible, même dans un autre club que la Juve. On ne sait jamais ».
Le président de la Ligue de football professionnel, Frédéric Thiriez, lui propose à l'automne 2007 de participer au projet Footpro 2012[Quoi ?]. Deschamps accepte cette proposition.
Après une année sabbatique, au cours de laquelle il est consultant sur la chaîne de télévision Canal+ de 2006 à 2009 entre autres dans l'émission Canal Football Club, le dimanche, avec Hervé Mathoux aux commandes ainsi qu'aux commentaires de quelques matchs de Ligue 1 sur la chaîne cryptée, Didier Deschamps souhaite revenir sur un banc d'entraîneur.
En 2007, à la suite de sa démission de la Juventus, il intervient plus souvent dans Luis attaque, une heure le lundi et une heure le jeudi. Après l'Euro 2008, Deschamps décide d'interrompre sa collaboration avec RMC.

### Plusieurs titres à l'Olympique de Marseille (2009-2012)

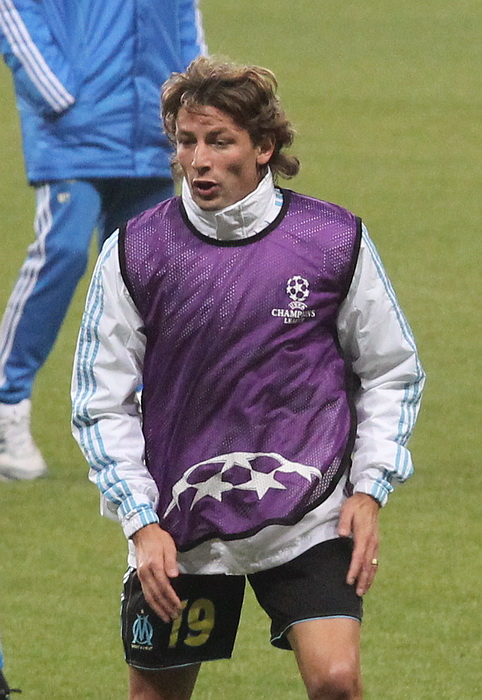
Deschamps fait tout de suite venir Gabriel Heinze.

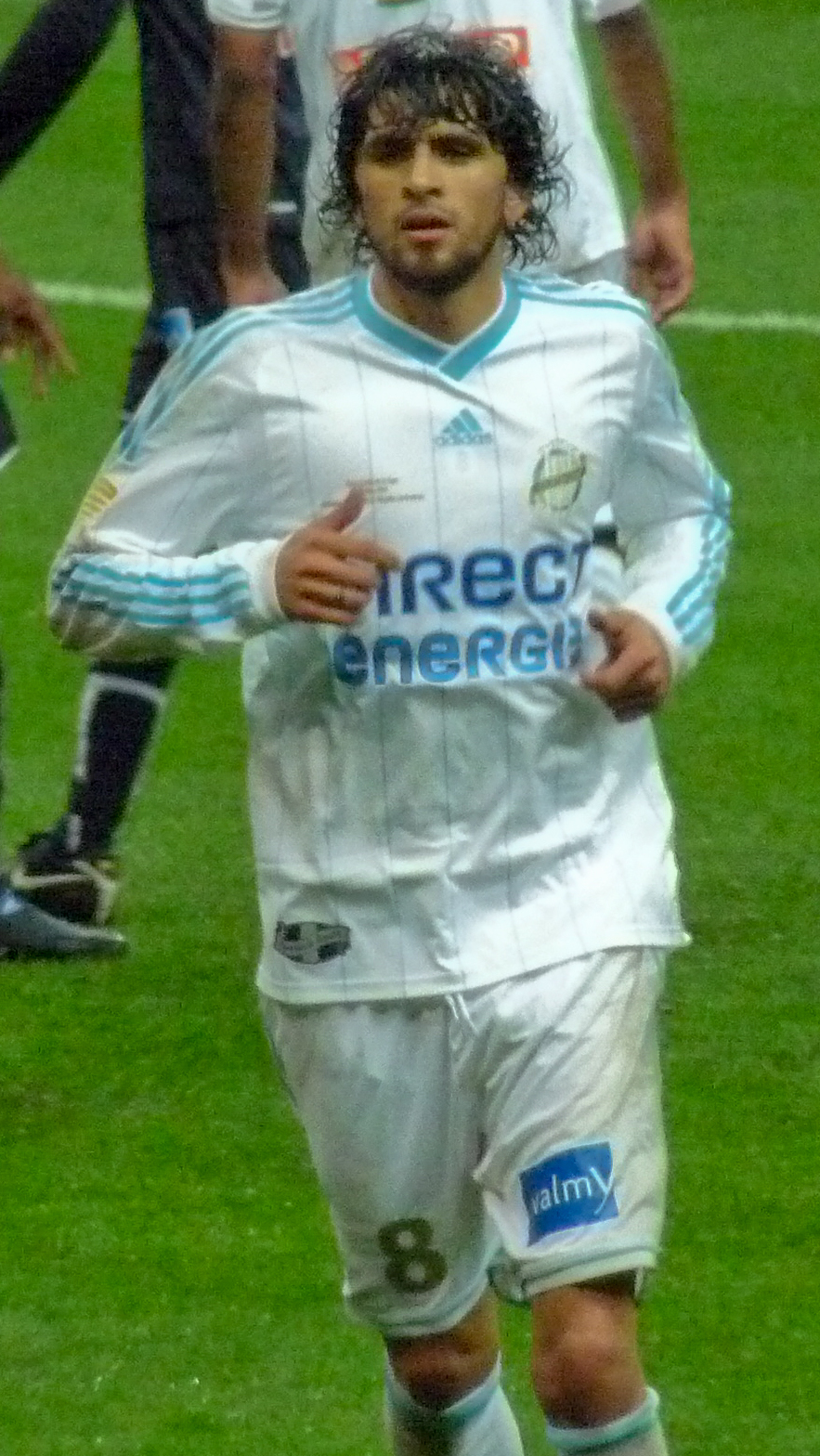
Lucho González, homme fort de l'OM de Deschamps.

Début mai 2009, l'Olympique de Marseille annonce que Didier Deschamps succède à Eric Gerets à la tête de l'équipe phocéenne. Il prend ses fonctions d'entraîneur pour les deux années suivantes. Toutefois, sa nomination est fragilisée un temps à la suite du décès de l'actionnaire Robert Louis-Dreyfus et du départ de Pape Diouf, les deux hommes à l'origine de son arrivée à l'OM. Quelques jours plus tard, le nouveau président Jean-Claude Dassier, confirme Deschamps comme entraîneur.
Dès sa prise de fonction, Didier Deschamps recrute des joueurs expérimentés comme les internationaux argentins Lucho Gonzalez et Gabriel Heinze ainsi que Souleymane Diawara. L'OM joue rapidement les premiers rôles en championnat, l'équipe se maintient toujours dans les huit premières places. En coupe d'Europe, l'équipe qualifiée en Ligue des Champions est reversée en Ligue Europa où elle est sortie par le Benfica Lisbonne en huitième-de-finale. Fin mars, après un parcours sans fautes, Deschamps remporte la finale de la Coupe de la Ligue 3-1 face aux Girondins de Bordeaux de son ex-coéquipier Laurent Blanc. Cette victoire, très attendue, brise la série de dix-sept ans (depuis 1993) sans titre majeur pour l'Olympique de Marseille. L'OM est ensuite sacré champion de France, deux journées avant la fin. Lors des trophées UNFP, Deschamps fait partie des quatre meilleurs entraîneurs de la saison en Ligue 1 mais est devancé par Jean Fernandez, entraineur de l'AJ Auxerre. Deschamps remporte le trophée France Football du meilleur entraîneur français 2010, trophée qu'il avait déjà remporté à l'issue de l'année 2003. Durant l'intersaison 2010, il reçoit une offre émanant du club anglais de Liverpool FC. Cependant, il la refuse car il estime qu'elle parvient trop tardivement.
À l'ouverture de la saison 2010-2011, son équipe remporte le Trophée des champions devant le Paris SG. De plus, l'OM se qualifie pour les huitièmes-de-finale de la Ligue des champions, onze ans après sa dernière qualification. Côté transferts, Niang et Ben Arfa quittent le club et sont remplacés par André-Pierre Gignac et Loïc Rémy. Après un début de saison compliqué en Ligue 1 et C1, l'OM redresse la tête et se qualifie pour les huitièmes-de-finale contre Manchester United. À l'inter-saison, Deschamps prolonge son contrat à l'Olympique de Marseille jusqu'en 2014 mettant ainsi fin aux rumeurs l'envoyant à Chelsea ou à l'AS Rome. Éliminé par les Anglais (0-0 ; 2-1), l'Olympique de Marseille conserve la Coupe de la Ligue (une première dans cette compétition), en l'emportant face à Montpellier sur le score de 1-0. Deschamps devient ainsi l'entraîneur le plus titré de la compétition. En championnat, le club phocéen termine vice-champion de France derrière le LOSC Lille.

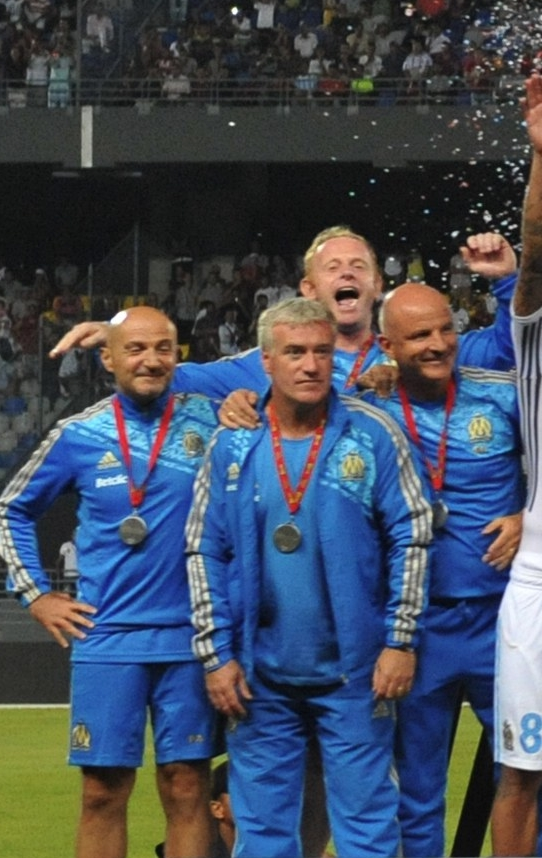
Didier Deschamps, vainqueur du Trophée des champions 2011, avec Antonio Pintus, Nicolas Dehon et Guy Stéphan.

L'OM 2011-2012 de Deschamps remporte de nouveau le Trophée des champions face aux Lillois (5-4) dans un match riche en buts. Cependant, Deschamps et ses joueurs réalisent un très mauvais début de championnat (aucune victoire après 6 journées) et éprouve des difficultés à installer son nouveau style de jeu plus offensif. La saison est marquée par une série de 13 matchs sans victoire en championnat, de février à mai, éloignant le club des places européennes. Les Olympiens parviennent néanmoins à atteindre pour la première fois en 21 ans les quarts de finale de la Ligue des champions après avoir éliminé l'Inter Milan mais butent sur le Bayern Munich. Les Marseillais remportent pour la troisième fois consécutive la Coupe de la Ligue, victorieux de l'Olympique lyonnais sur le score de 1-0 après prolongation, s'assurant une place en Ligue Europa. Didier Deschamps devient ainsi le seul entraîneur à gagner à quatre reprises cette compétition et reste invaincu lors d'une finale au Stade de France.
La faiblesse des résultats en Ligue 1, classés seulement à la dixième place, et des tensions accrues avec le directeur sportif José Anigo marquent la fin de l'époque Deschamps à Marseille. Début juillet 2012, sans surprises, l'Olympique de Marseille et Didier Deschamps officialisent leur séparation, à l'amiable. Il touchera une indemnité de départ de 900 000 euros,. Élie Baup lui succède comme entraîneur de l'équipe phocéenne.

### Sélectionneur de l'équipe de France (depuis 2012)

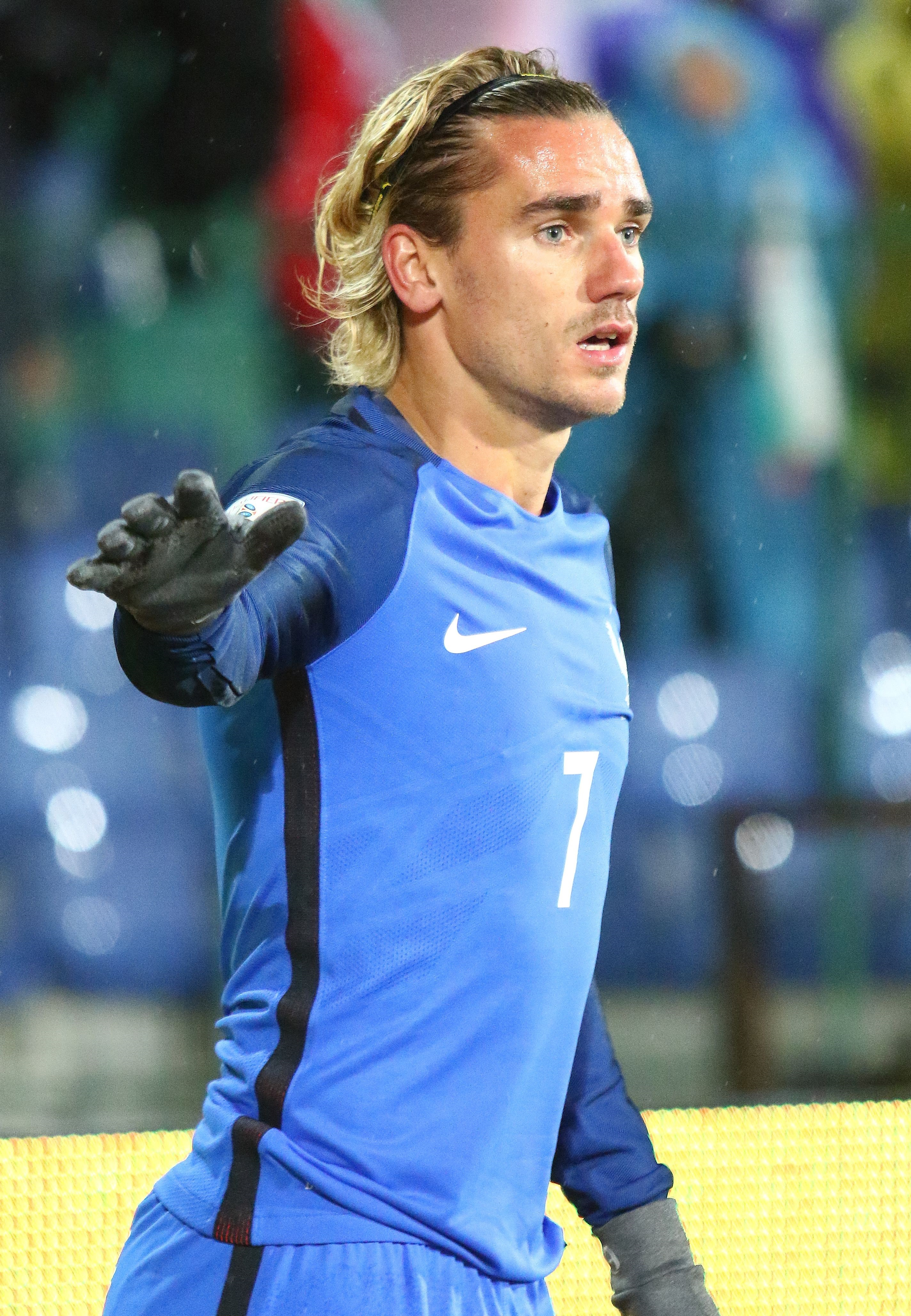
Antoine Griezmann, élément central de l'équipe de France menée par Didier Deschamps.

#### Les débuts en tant que sélectionneur (2012)
Sur le départ de Laurent Blanc du poste de sélectionneur de l'Équipe de France, Deschamps se met d’accord en juillet 2012, avec Noël Le Graët, le président de la Fédération, pour un contrat de deux ans, reconductible en cas de qualification pour le Mondial 2014 au Brésil. Dès sa première conférence de presse, le Basque veut faire le ménage. Le scandale de Knysna, aggravé par les polémiques durant l'Euro 2012, irrite cet homme pour qui l’honneur de la patrie passe au-dessus de tout. « Les joueurs n’ont plus le droit à l’erreur », martèle un Deschamps, mâchoires serrées. Lui veut planter le décor d’entrée et imposer sa fermeté. « J’ose espérer que tout le monde ira dans le sens du collectif, de l’esprit de groupe, de la mentalité. Si j’estime qu’un joueur peut mettre en péril ces valeurs, ma fonction sera de trancher », prévient-il.
Pour sa première sortie sur le banc, le 15 août 2012, lors de la rencontre France-Uruguay au Havre (0-0), Deschamps ne révolutionne pas l’équipe. Il impose une charte de bonne conduite aux joueurs à Clairefontaine, avant d’intégrer de nouveaux joueurs dans le groupe. Le début des éliminatoires en vue de la Coupe du monde 2014 est positif : les victoires en Finlande (1-0), puis contre la Biélorussie (3-1) rassurent. Sur le terrain, Deschamps s'appuie sur les cadres que sont Évra, Sakho, Cabaye, Valbuena et Ribéry, tandis que Karim Benzema fait face à une inefficacité chronique. Le 16 octobre 2012, les Bleus défient l’Espagne, championne du monde en titre et double championne d’Europe, chez elle. La France revient de Madrid avec le point du match nul (1-1). Le sélectionneur veut alors surfer sur une adhésion populaire retrouvée. Dans son esprit, impossible de franchir les étapes et d’atteindre le firmament sans le soutien de tout un pays. L’année s’achève par une victoire (2-1) en match amical contre une Italie surprise par la nouvelle assurance de Français redevenus conquérants.

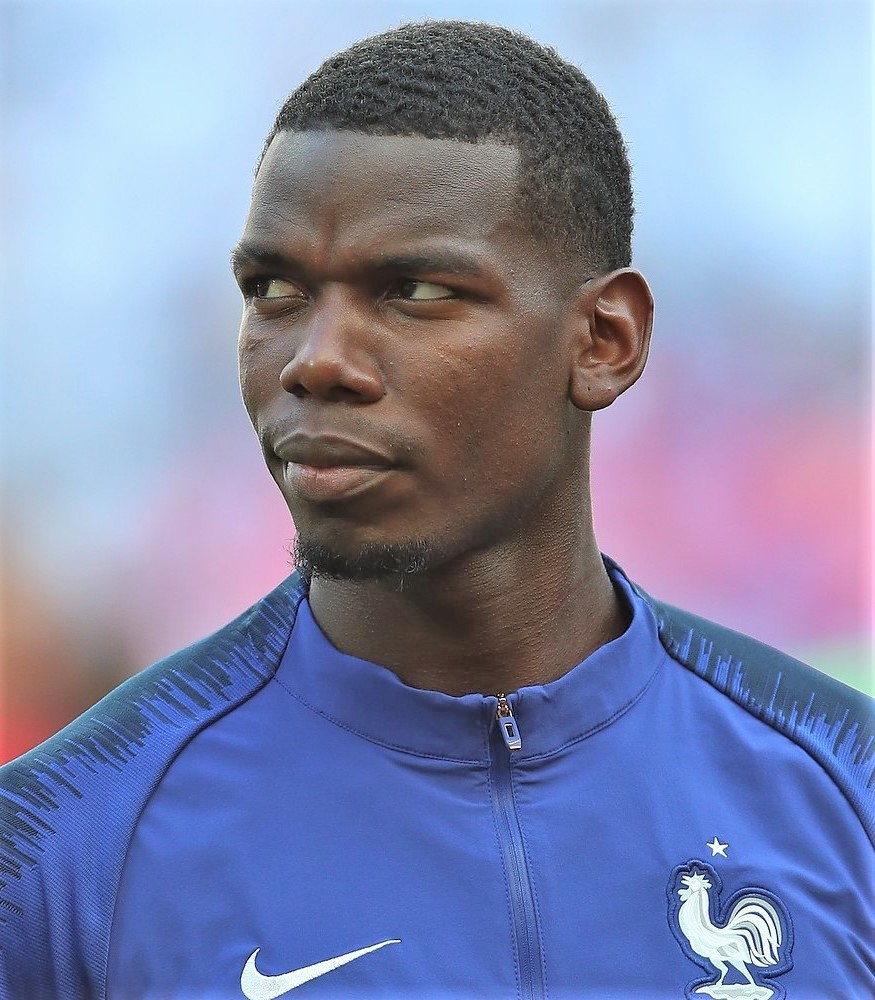
Deschamps fait débuter Paul Pogba en Équipe de France.

#### Barrages pour la Coupe du monde (2013)
Au printemps 2013, malgré l’avènement de Raphaël Varane et de Paul Pogba, les Bleus sont à l’arrêt en amical contre l’Allemagne au Stade de France (1-2) et, plus grave, contre l'Espagne revancharde (0-1), pour les qualifications au Mondial. En emmenant, en juin, son équipe en tournée sud-américaine, Didier Deschamps veut lui offrir la possibilité de réaffirmer sa cohésion. La virée se passe mal avec deux échecs en Uruguay (0-1), mais surtout au Brésil (0-3). Les Bleus doivent ensuite boucler leur parcours éliminatoire. Après avoir calé contre la Géorgie (0-0), et être sorti du piège biélorusse (4-2), la conclusion contre la Finlande rassure (3-0). Mais la France est devancée au classement par l’Espagne et doit franchir les matchs de barrages. Le 15 novembre 2013 à Kiev contre l'Ukraine, les Bleus déjouent (0-2). Le lendemain midi, au moment de la collation, Deschamps prend la parole. « Unité nationale, drapeau, révolte », le sélectionneur use d’un vocabulaire qui fait mouche. Jamais une équipe en barrages n’a remonté deux buts pour se qualifier. Au mental, la France arrache tout. Un but de Karim Benzema, mais surtout le doublé de Mamadou Sakho (3-0) envoient les Coqs au Brésil. Le patron des Bleus est porté en triomphe par ses hommes. Ayant ainsi réussi son premier objectif, Deschamps est prolongé jusqu'à l'Euro 2016.

#### Quart de finaliste de la Coupe du monde (2014)
Avec un pouvoir accru et une légitimité renforcée, Didier Deschamps tranche quand arrive la date de communiquer sa liste des 23 pour le Mondial. « Je sais que sélectionner, c’est éliminer. Je sais que je vais faire des gens heureux, mais aussi des mécontents. J’assume mon rôle ». À ce titre, il écarte Samir Nasri, et justifie son choix par des performances en Bleu inégales à celles de son club, mais aussi par son comportement lorsqu'il est remplaçant qui serait préjudiciable pour le groupe.
Deschamps veut que son équipe soit la plus ambitieuse possible. Le patron exige que ses hommes se rapprochent des supporters, mais aussi des médias. Mi-juin 2014, le premier tour de la coupe du Monde au Brésil se déroule comme dans un rêve. Le Honduras (3-0) et la Suisse (5-2) ne résistent pas, la France marquant 5 buts en un seul match de Coupe du monde pour la première fois depuis 1958. Après les étapes équatorienne (0-0), ce qui lui permet de terminer à la première place du groupe E et nigériane en huitième (2-0), un quart de finale contre l'Allemagne se présente. L’expérience du très haut niveau des joueurs de la Nationalmannschaft (futurs vainqueurs de la compétition) fait la différence (défaite 1-0). « Il y a beaucoup de déception, de frustration, parce qu’on avait l’ambition de franchir ce tour, regrette après coup Deschamps. (…) Il nous a manqué de l’efficacité et de la réussite. J’ai un groupe très jeune, qui a fait de très bonnes choses ici, au Brésil. Il ne faut pas oublier ce que l’on a fait ».

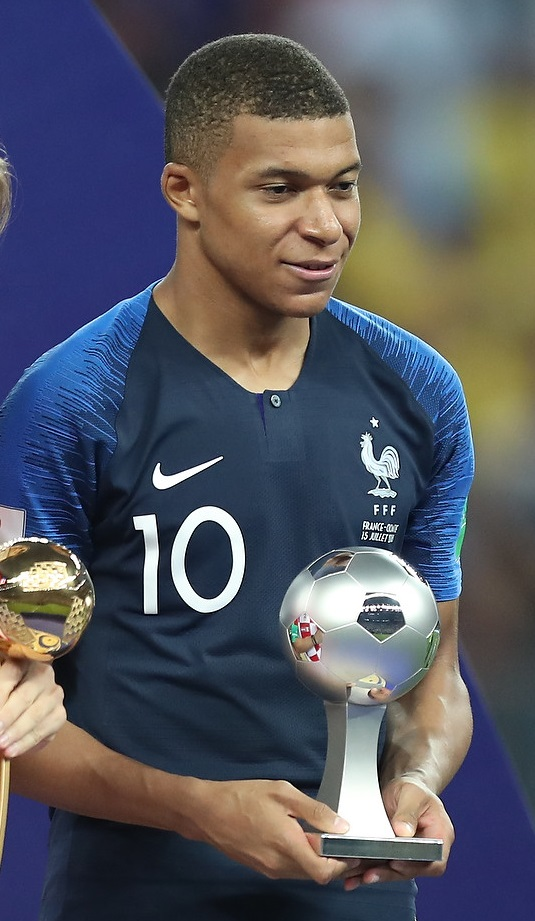
Deschamps fait également débuter Kylian Mbappé.

#### Finaliste du Championnat d'Europe (2016)
Qualifiée d’office en tant que pays organisateur de l'Euro 2016, la France en est réduite à ne disputer que des matchs amicaux durant deux ans. Le 12 février 2015, Deschamps prolonge son contrat de sélectionneur jusqu'en 2018. Profitant de ces figures imposées, il lance dans le grand bain quelques jeunes prometteurs au fil des mois et en relance d'autres. Après les calamiteuses sorties de juin 2015 (Belgique 3-4, Albanie 0-1) et une nouvelle piqûre de rappel du sélectionneur, les Bleus repartent de l’avant à l’automne : quatre victoires au Portugal (1-0), contre la Serbie (2-1), l’Arménie (4-0) et le Danemark (2-1), avant les retrouvailles avec l’Allemagne mi-novembre. Le début du stage est pollué par une affaire de "sextape" et le sélectionneur ne convoque ni Benzema, ni Valbuena, irrité par ces nouveaux soubresauts. Pendant ce France-Allemagne pourtant bien négocié (2-0), les attentats de Paris et aux alentours du Stade de France changent la donne. Depuis Wembley quelques jours plus tard, et malgré une défaite anecdotique contre l'Angleterre (0-2), le sélectionneur et ses hommes sont définitivement soudés.
Quatre mois plus tard, malgré les attentats de Bruxelles cette fois, non loin de là à Amsterdam, les Bleus disputent le premier de leurs deux derniers matchs amicaux avant l’annonce fatidique des joueurs sélectionnés pour l’Euro. Et que ce soit face aux Pays-Bas (3-2), ou face à la Russie (4-2), Didier Deschamps est rassuré de pouvoir compter sur des attaquants en pleine forme, ce qui finit de le convaincre au moment de se prononcer sur le cas Benzema, avec le président de la FFF Noël Le Graët. Toujours soucieux de « prendre les meilleurs », le sélectionneur fait une entorse à cette règle. Comme il l’a souvent fait tout au long de sa carrière, que ce soit en tant que joueur ou en tant qu’entraîneur, il favorise le collectif avec un seul et unique objectif : gagner. Cette non-sélection soulève des questions chez certains spécialistes sportifs, Éric Cantona y voyant par exemple du racisme.
L'Euro 2016 des Français débute dans la phase de poule par une victoire 2 à 1 en match d'ouverture au Stade de France face à la Roumanie. Cinq jours plus tard, ils parviennent péniblement à battre l'Albanie, au Stade Vélodrome à Marseille, 2 à 0, et ainsi assurer sa place en huitième de finale de la compétition. Le troisième match contre la Suisse se soldera par un score nul et vierge, permettant aux hommes de Deschamps de finir en tête de leur groupe. En huitième de finale, ils héritent de l'Irlande. Malgré l'ouverture du score précoce des Irlandais sur pénalty, les Bleus parviennent à renverser la tendance, grâce notamment à un Antoine Griezmann étincelant. Les Bleus battent l'Irlande 2 à 1 et se hissent en quart de finale de leur Euro. Face à un adversaire inattendu, l'Islande (qui a éliminé les Anglais au tour précédent), les hommes de Didier Deschamps font le métier, et se qualifient pour les demi-finales, en disposant de leur adversaire du soir par 5 à 2. Dans un stade Vélodrome plein à craquer et une ambiance de folie, les Bleus parviennent à éliminer l'Allemagne, championne du monde en titre, grâce à un doublé d'Antoine Griezmann. La France est qualifiée pour la finale de son Euro. Cependant, elle passe à côté d'un troisième titre de champion d'Europe, en s'inclinant face au Portugal 1 à 0 après prolongation : une frappe des vingt-cinq mètres d'Éder.
Après une victoire en amical contre l'Italie 3 à 2, les Bleus commencent leurs campagne de qualification pour la Coupe du monde de 2018 par un match nul face à la Biélorussie (0-0), avant d’enchaîner par trois victoires consécutives face à la Bulgarie, au Stade de France (4-1), les Pays-Bas à Amsterdam (0-1), puis face à la Suède, dans un match étriqué, que les Bleus remporteront finalement (2-1). Les Bleus terminent l'année 2016 par un match nul 0-0 à Lens contre la Côte d'Ivoire.

#### Champion du monde (2017-2018)

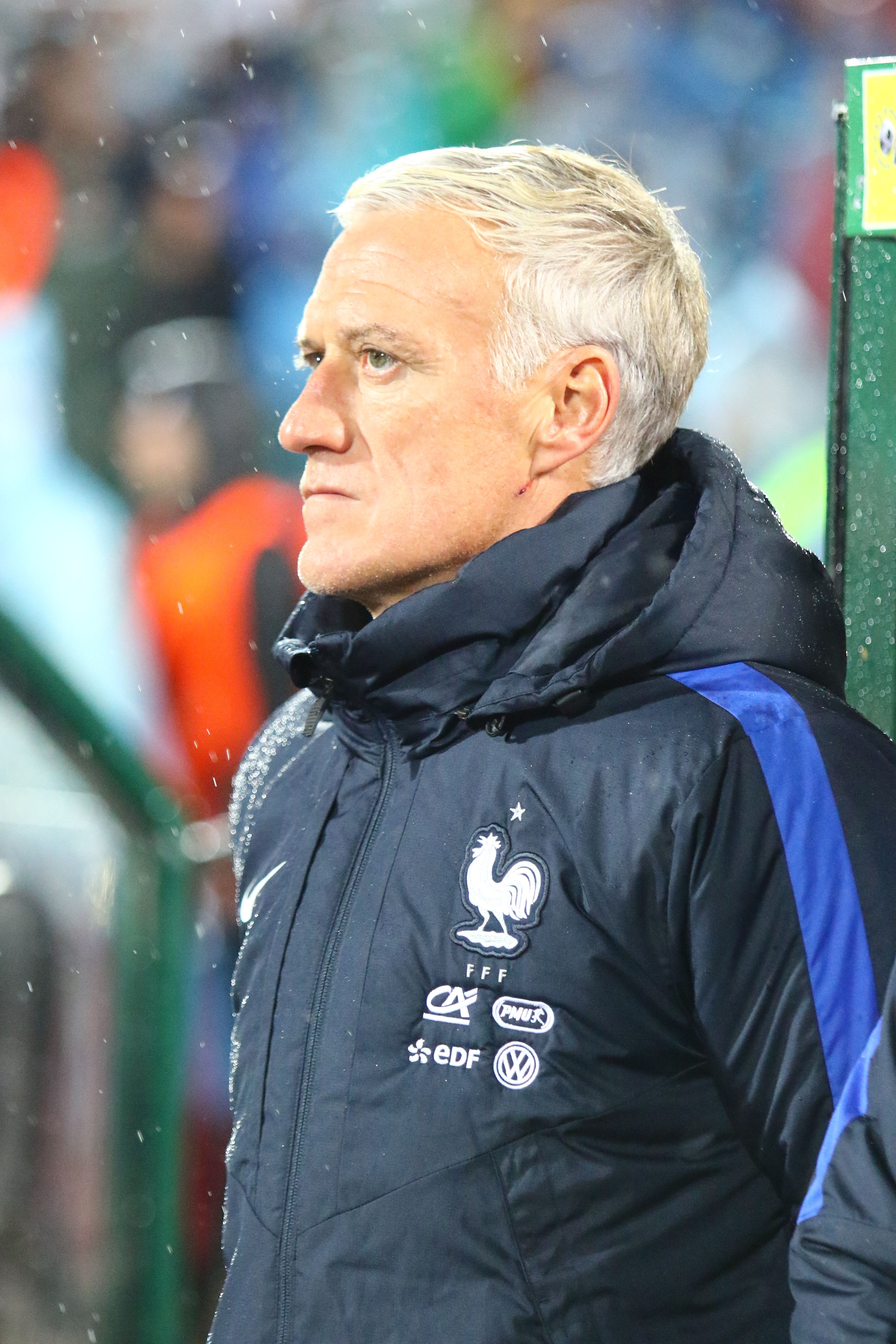
Didier Deschamps en octobre 2017.

Les Bleus entament l'année 2017 par une victoire au Luxembourg 3 à 1. Ce match est marqué par la première sélection de Kylian Mbappé. Trois jours plus tard, les hommes de Deschamps seront sèchement battus au Stade de France par l'Espagne (0-2), match durant lequel l'arbitrage vidéo est utilisé pour la première fois lors d'une rencontre internationale. Lors de la trêve internationale suivante, après un match amical facilement gagné à Rennes 5 à 0 face au Paraguay, les Bleus s'inclinent en Suède à cause d'une erreur de Hugo Lloris dans les dernières secondes. Voulant sauver une touche, il rate son dégagement et Ola Toivonen en profite pour ajuster depuis le rond central un lobe millimétré, qui atterrit dans le but vide du gardien français. Cette défaite a de lourdes conséquences pour les Bleus : elle relance totalement le groupe et la Suède prend la tête devant les Bleus, à égalité de points mais avec une différence de buts favorable. Les Pays-Bas sont également relancés grâce à leur large victoire sur le Luxembourg 5 à 0.
Les Bleus terminent leur saison par une victoire au stade de France 3 à 2 face aux Anglais, mais l'émotion était ailleurs, puisque ce match a eu lieu quelques jours après l'attentat de Manchester. Comme les Anglais l'ont fait avec La Marseillaise en 2015 à Wembley, le God Save the Queen a été chanté par tout le Stade de France. Les Bleus battent les Anglais (3-2), malgré une réduction de l'effectif tricolore à 10 contre 11 à la suite d'une expulsion.
En septembre, les Bleus signent une performance de haute volée en infligeant une correction aux Pays-Bas (4-0). Thomas Lemar se distingue en inscrivant une superbe reprise de volée. Mais trois jours plus tard, au Stadium de Toulouse, les Bleus n'arrivent pas à perforer le bloc luxembourgeois. Le match se solde par un score nul et vierge, ce qui constitue une très belle performance pour les Luxembourgeois, et une cuisante désillusion pour les hommes de Deschamps, qui espéraient prendre leurs distances au classement par rapport à la Suède avant un déplacement piégeux en Bulgarie. En octobre, grâce à un but en tout début de match de Blaise Matuidi, les Bleus s'imposent à Sofia (1-0), malgré une performance générale terne, puis ils gagnent leur dernière rencontre au Stade de France en dominant la Biélorussie 2 à 1. Les Bleus terminent en tête de leur groupe, et se qualifient ainsi à la Coupe du monde en Russie.

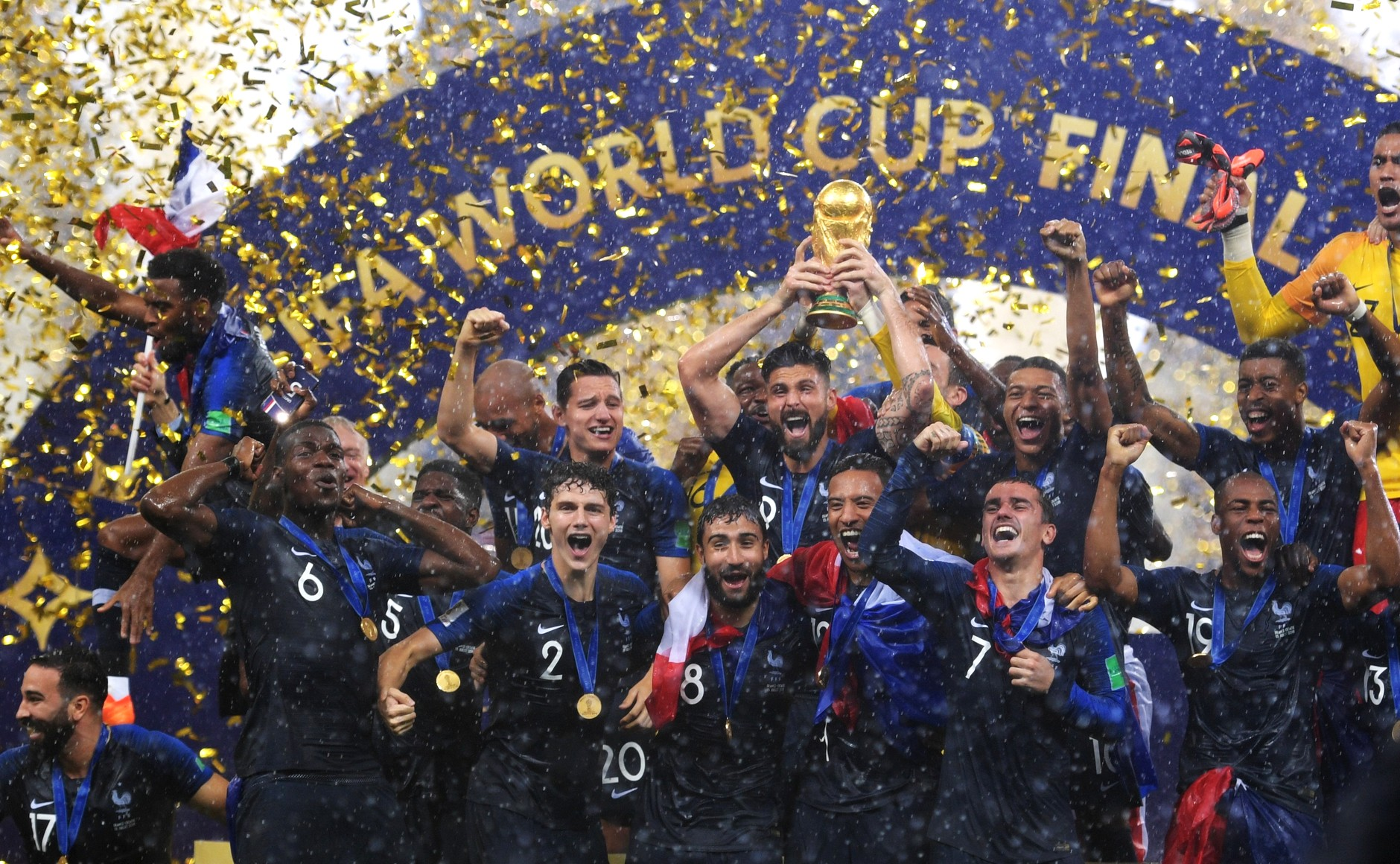
Avec Deschamps, l'équipe de France remporte sa deuxième étoile.

Le 31 octobre, la Fédération française de football annonce la prolongation du contrat de Didier Deschamps pour deux années supplémentaires, jusqu'à l'Euro 2020. L'objectif affiché pour ce mondial est la demi-finale, même si Noël Le Graët précise qu'il ira au bout de son contrat, quel que soit le résultat de l'équipe de France en Russie. En novembre 2017, la sélection bat le pays de Galles 2-0 en amical, grâce au tandem Giroud-Griezmann et fait match nul (2-2) face à la sélection allemande quelques jours après. Le 23 mars 2018, l’équipe de France perd en match amical face à la Colombie (2-3), mais gagne son deuxième match face à la Russie (3-1).
En Russie, les Bleus réalisent un premier tour de Coupe du monde poussif (courte victoire contre l'Australie, puis contre le Pérou mais qui assurent la qualification, puis un match nul contre le Danemark avec une équipe que Deschamps a largement remaniée pour faire souffler ses titulaires). Le 30 juin 2018, lors du match de huitième de finale, la France, beaucoup plus convaincante, sort l'Argentine sur un score de 4 buts à 3. Deschamps fête alors son 80e match en tant que sélectionneur de l'équipe nationale, battant le record alors détenu par Raymond Domenech. En quart de finale, après un match maitrisé, les Bleus battent les Uruguayens par 2 buts à 0, puis s'imposent plus difficilement en demi-finales face à la Belgique sur le score de 1-0. Le 15 juillet 2018, il emmène les Bleus à la victoire en Coupe du monde en battant en finale la Croatie 4 buts à 2.
Didier Deschamps devient alors, après le Brésilien Mário Zagallo (1958/1962 et 1970) et l'Allemand Franz Beckenbauer (1974 et 1990), le troisième homme à avoir remporté la Coupe du monde comme joueur (1998) puis comme sélectionneur (2018), et le seul Français à avoir gagné deux fois la coupe du Monde de football. Interrogé sur TF1 à la suite de la victoire des bleus à la Coupe du Monde 2018, il affirme vouloir rester sélectionneur jusqu'en 2020. Le 31 décembre 2018, il est élevé au grade d'officier de la Légion d'honneur.

#### Échec à l'Euro 2020 et vainqueur de la Ligue des nations (2019-2021)
Le 10 décembre 2019, la FFF prolonge le contrat de sélectionneur de Didier Deschamps jusqu'à 2022 et la Coupe du monde qui se déroulera au Qatar. A l'Euro 2020, les Bleus, grand favori de la compétition, sont éliminés en huitième de finale contre la Suisse le 28 juin 2021.
Malgré l'échec de l'Euro 2020, Didier Deschamps reste en poste. Les premiers matchs pour les éliminatoires de la Coupe du monde 2022 sont peu convaincants, néanmoins, il remporte en octobre 2021 la première Ligue des nations de l'histoire de l'équipe de France, après deux victoires contre la Belgique et l'Espagne.
Le 13 novembre 2021, Didier Deschamps qualifie les bleus pour la Coupe du monde 2022 ce qui constitue la septième apparition consécutive pour l'équipe de France dans la compétition mondiale, un record pour la sélection qui se qualifie au Parc des princes, face au Kazakhstan sur le score de 8 à 0. Il dirigera sa troisième coupe du monde après celles de 2014 et la victorieuse en 2018, ce qui constitue un record pour un sélectionneur français.

#### Finaliste de la Coupe du monde et dernier carré de l'Euro 2024 (2022-2024)
Il emmène les Bleus pour une deuxième finale consécutive, qu'il perd aux tirs au but face à l'Argentine (4-2). Le 7 janvier 2023, la FFF reconduit Didier Deschamps au poste de sélectionneur jusqu'à la Coupe du monde 2026. L’équipe de France est éliminée de l’Euro 2024 assez logiquement en s’inclinant face à l’Espagne (2-1). S’ils ont atteint le dernier carré, les hommes de Didier Deschamps n’ont inscrit qu’un seul but dans le jeu pendant la compétition. Cependant, malgré la fronde du public français envers son entraîneur, Philippe Diallo, le président de la FFF, confirme ce dernier dans ses fonctions pour le futur.

#### Depuis 2025
Le 8 janvier 2025, Didier Deschamps annonce qu'il ne poursuivra pas dans sa fonction de sélectionneur des « Bleus » à l'issue de la Coupe du monde 2026,,. Dans un entretien pour TF1, il déclare : « Je suis là depuis 2012, je suis prévu jusqu’en 2026 pour la prochaine Coupe du monde, mais ça s’arrêtera là, parce qu’il faut que ça s’arrête »,,.

## Style de jeu

### Milieu récupérateur leader d'équipe
Didier Deschamps devient titulaire en Division 1 lors de la saison 1988-1989, au poste de libéro, et international français, comme milieu défensif. En octobre 1989, il déclare : « Libéro, cela convient peut-être plus à mes qualités. (...) En sélection, Platini pense que je peux apporter plus dans l'entre-jeu. Mon rôle est plus limité et obscur, mais je joue pour la collectivité ».
Didier Deschamps était un joueur au style défensif réputé pour ne rien lâcher, très conquérant à la perte du ballon. Dès ses débuts au FC Nantes, Deschamps se révèle être un joueur volontaire avec une forte personnalité. Milieu défensif, il se montre très vite entreprenant, ayant un rôle clé dans le jeu. Il récupère ainsi beaucoup de ballons et témoigne d'un tempérament d'organisateur et de relanceur hors pair. Il n'a certes pas la créativité de Zidane, mais il dispose de qualités d'endurance, de relance et d'organisation du jeu, essentielles pour une gestion au plus haut niveau.
Très tôt, dès ses 20 ans à Nantes, Deschamps est capitaine. « Ça ne pose pas de problème d'être un si jeune capitaine. Sur le terrain, j'ai toujours beaucoup parlé, j'aime diriger mes partenaires. Chez moi, c'est naturel ». En leur temps, Éric Cantona, David Ginola et quelques autres se plaignent des manœuvres de la « Dèche » pour, juste avant le Mondial 1998, les évincer des Bleus. Ses plus farouches opposants le considèrent, sous son côté chambreur de façade, hautain, voire d’une rigidité maladive et peu enclin à faire des concessions. Le joueur reste dans la mémoire des supporters des Bleus comme le meneur d'hommes, le patron, doté d'une forte personnalité et d'une vraie intelligence de jeu (compréhension, anticipation, organisation). Il a fortement contribué à créer une cohésion d'équipe au sein du groupe et réussit pendant plusieurs années à donner une identité forte à l'équipe de France.
Homme de dialogue, gagneur-né et leader naturel, Didier Deschamps est un atout pour chaque équipe sur et en dehors du terrain. Avec son intelligence tactique et sa lecture du jeu, son volume physique et son inlassable activité, ce récupérateur-relanceur de ballon est un élément indispensable de l'équipe de France lors de ses grandes victoires. Son jeu de tête et sa frappe de balle sont ses points faibles.

### Entraîneur: jeu court et offensif

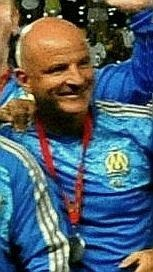
Guy Stéphan, son fidèle adjoint depuis 2009 à l'OM.

Une fois imposé sur le banc de Monaco, Deschamps voit plus loin. Dans son rôle d’adjoint, Jean Petit le sait mieux que quiconque : « Didier sera un grand entraîneur dans un grand club. Il apprend vite, anticipe et connaît le foot. On sent l’empreinte d’Aimé Jacquet de Marcello Lippi. Il a la même idée du sérieux, du travail et de la droiture qu’un Arsène Wenger, mais en plus nerveux, plus réactif ». Il met en place un jeu court qui va de l’avant, tout en verticalité, capable d’imposer un style offensif assumé. On loue le jeu sur les côtés, avec des paires qui s’entendent comme dans la cour d’école.
À Turin, les tifosi sont estomaqués par la discipline imposée par Deschamps et sa volonté de redorer le blason du club qui, durant de longs mois, a pataugé dans les eaux troubles du scandale. Le technicien français conduit le club piémontais vers la remontée au sein de l’élite italienne.
Avec l'Olympique de Marseille, Deschamps instaure un schéma en 4-3-3 en s'appuyant sur un jeu physique, basé sur une ligne arrière très athlétique, relayé rapidement vers une attaque rapide menée par son capitaine et meilleur buteur Mamadou Niang. L'entraîneur marseillais réussit également à imposer Stéphane Mbia (auparavant milieu défensif) en position d'arrière central et à construire une défense physique et solide.
Avec l'équipe de France durant l'Euro 2016, il alterne de dispositif : le traditionnel 4-3-3 et le 4-2-3-1 utilisé à partir de la deuxième mi-temps du huitième de finale face à la république d'Irlande. À la coupe du monde 2018, il évolue principalement en 4-2-3-1 à partir du deuxième match de poules face au Pérou. Il est parfois critiqué pour son style jugé excessivement pragmatique et prudent.

## Statistiques

### Statistiques de joueur

#### Générales
| Saison                | Club                         | Championnat           | Championnat | Championnat | Coupe(s) nationale(s) | Coupe(s) nationale(s) | Supercoupe | Supercoupe | Compétition(s) continentale(s) | Compétition(s) continentale(s) | Compétition(s) continentale(s) | Supercoupe de l'UEFA | Supercoupe de l'UEFA | Coupe intercontinentale | Coupe intercontinentale | France | France | Total | Total |
| Saison                | Club                         | Division              | M.          | B.          | M.                    | B.                    | M.         | B.         | Comp.                          | M.                             | B.                             | M.                   | B.                   | M.                      | B.                      | M.     | B.     | M.    | B.    |
| 1985-1986             | FC Nantes                    | D1                    | 7           | 0           | -                     | -                     | -          | -          | C3                             | 1                              | 0                              | -                    | -                    | -                       | -                       | -      | -      | 8     | 0     |
| 1986-1987             | FC Nantes                    | D1                    | 19          | 0           | 1                     | 0                     | -          | -          | C3                             | 2                              | 0                              | -                    | -                    | -                       | -                       | -      | -      | 22    | 0     |
| 1987-1988             | FC Nantes                    | D1                    | 30          | 2           | 3                     | 0                     | -          | -          | -                              | -                              | -                              | -                    | -                    | -                       | -                       | -      | -      | 33    | 2     |
| 1988-1989             | FC Nantes                    | D1                    | 36          | 1           | 5                     | 0                     | -          | -          | -                              | -                              | -                              | -                    | -                    | -                       | -                       | 1      | 0      | 42    | 1     |
| 1989-1989             | FC Nantes                    | D1                    | 19          | 1           | -                     | -                     | -          | -          | -                              | -                              | -                              | -                    | -                    | -                       | -                       | 3      | 1      | 22    | 2     |
| Sous-total            | Sous-total                   | Sous-total            | 111         | 4           | 9                     | 0                     | 0          | 0          | -                              | 3                              | 0                              | 0                    | 0                    | 0                       | 0                       | 4      | 1      | 127   | 5     |
| 1989-1990             | Olympique de Marseille       | D1                    | 17          | 1           | 5                     | 3                     | -          | -          | C1                             | 4                              | 0                              | -                    | -                    | -                       | -                       | 4      | 2      | 30    | 6     |
| 1990-1991             | Girondins de Bordeaux (prêt) | D1                    | 29          | 3           | 1                     | 0                     | -          | -          | C3                             | 5                              | 0                              | -                    | -                    | -                       | -                       | 5      | 0      | 40    | 3     |
| 1991-1992             | Olympique de Marseille       | D1                    | 36          | 4           | 4                     | 0                     | -          | -          | C1                             | 4                              | 0                              | -                    | -                    | -                       | -                       | 11     | 0      | 55    | 4     |
| 1992-1993             | Olympique de Marseille       | D1                    | 36          | 1           | 3                     | 0                     | -          | -          | C1                             | 11                             | 0                              | -                    | -                    | -                       | -                       | 7      | 0      | 57    | 1     |
| 1993-1994             | Olympique de Marseille       | D1                    | 34          | 0           | 4                     | 0                     | -          | -          | -                              | -                              | -                              | -                    | -                    | -                       | -                       | 8      | 0      | 46    | 0     |
| Sous-total            | Sous-total                   | Sous-total            | 123         | 9           | 16                    | 3                     | 0          | 0          | -                              | 19                             | 0                              | 0                    | 0                    | 0                       | 0                       | 30     | 2      | 188   | 14    |
| 1994-1995             | Juventus FC                  | Serie A               | 14          | 1           | 3                     | 0                     | -          | -          | C3                             | 6                              | 0                              | -                    | -                    | -                       | -                       | 2      | 0      | 25    | 1     |
| 1995-1996             | Juventus FC                  | Serie A               | 30          | 2           | 1                     | 0                     | 1          | 0          | C1                             | 10                             | 0                              | -                    | -                    | -                       | -                       | 13     | 0      | 55    | 2     |
| 1996-1997             | Juventus FC                  | Serie A               | 26          | 1           | 3                     | 0                     | -          | -          | C1                             | 10                             | 0                              | 1                    | 0                    | 1                       | 0                       | 7      | 1      | 48    | 2     |
| 1997-1998             | Juventus FC                  | Serie A               | 25          | 0           | -                     | -                     | 1          | 0          | C1                             | 8                              | 0                              | -                    | -                    | -                       | -                       | 15     | 0      | 49    | 0     |
| 1998-1999             | Juventus FC                  | Serie A               | 29          | 0           | 1                     | 0                     | 1          | 0          | C1                             | 9                              | 0                              | -                    | -                    | -                       | -                       | 9      | 0      | 49    | 0     |
| Sous-total            | Sous-total                   | Sous-total            | 124         | 4           | 8                     | 0                     | 3          | 0          | -                              | 43                             | 0                              | 1                    | 0                    | 1                       | 0                       | 46     | 1      | 226   | 5     |
| 1999-2000             | Chelsea FC                   | PL                    | 27          | 0           | 6                     | 0                     | -          | -          | C1                             | 14                             | 1                              | -                    | -                    | -                       | -                       | 16     | 0      | 63    | 1     |
| 2000-2001             | Valencia CF                  | Primera División      | 13          | 0           | 1                     | 0                     | -          | -          | C1                             | 7                              | 0                              | -                    | -                    | -                       | -                       | 2      | 0      | 23    | 0     |
| Total sur la carrière | Total sur la carrière        | Total sur la carrière | 396         | 17          | 41                    | 3                     | 3          | 0          | -                              | 89                             | 1                              | 1                    | 0                    | 1                       | 0                       | 103    | 4      | 634   | 25    |

### En équipe de France

#### Statistiques total
- 103 sélections[12] : 68 victoires, 23 nuls, 12 défaites - 4 buts
- 1er match le 29 avril 1989 :  France -  Yougoslavie (0-0)
- Dernier match le 2 septembre 2000 :  France -  Angleterre (1-1)
- 54 fois capitaine

#### Matchs internationaux
| Matchs internationaux de Didier Deschamps | Matchs internationaux de Didier Deschamps | Matchs internationaux de Didier Deschamps           | Matchs internationaux de Didier Deschamps | Matchs internationaux de Didier Deschamps | Matchs internationaux de Didier Deschamps    | Matchs internationaux de Didier Deschamps                                  |
| #                                         | Date                                      | Lieu                                                | Adversaire                                | Résultat                                  | Compétition                                  | Notes                                                                      |
| ----------------------------------------- | ----------------------------------------- | --------------------------------------------------- | ----------------------------------------- | ----------------------------------------- | -------------------------------------------- | -------------------------------------------------------------------------- |
| 1                                         | 29 avril 1989                             | Parc des Princes, Paris, France                     | Yougoslavie                               | N 0 - 0                                   | Éliminatoires de la Coupe du monde 1990      | Entre en jeu à la place de Daniel Xuereb à la 76e minute.                  |
| 2                                         | 16 août 1989                              | Malmö Stadion, Malmö, Suède                         | Suède                                     | V 4 - 2                                   | Match amical                                 | Titulaire.                                                                 |
| 3                                         | 5 septembre 1989                          | Ullevaal Stadion, Oslo, Norvège                     | Norvège                                   | N 1 - 1                                   | Éliminatoires de la Coupe du monde 1990      | Titulaire.                                                                 |
| 4                                         | 11 octobre 1989                           | Parc des Princes, Paris, France                     | Écosse                                    | V 3 - 0                                   | Éliminatoires de la Coupe du monde 1990      | Titulaire et buteur.                                                       |
| 5                                         | 18 novembre 1989                          | Stadium, Toulouse, France                           | Chypre                                    | V 2 - 0                                   | Éliminatoires de la Coupe du monde 1990      | Titulaire et buteur.                                                       |
| 6                                         | 21 janvier 1990                           | Stade Al-Sadaqua Walsalam (en), Koweït City, Koweït | Koweït                                    | V 1 - 0                                   | Tournoi du Koweït                            | Entre en jeu à la place de Bernard Pardo à la 46e minute.                  |
| 7                                         | 24 janvier 1990                           | Stade Al-Sadaqua Walsalam (en), Koweït City, Koweït | Allemagne de l'Est                        | V 3 - 0                                   | Tournoi du Koweït                            | Titulaire et buteur.                                                       |
| 8                                         | 28 février 1990                           | Stade de la Mosson, Montpellier, France             | Allemagne de l'Ouest                      | V 2 - 1                                   | Match amical                                 | Titulaire.                                                                 |
| 9                                         | 5 septembre 1990                          | Laugardalsvöllur, Reykjavik, Islande                | Islande                                   | V 2 - 1                                   | Éliminatoires de l'Euro 1992                 | Titulaire.                                                                 |
| 10                                        | 13 octobre 1990                           | Parc des Princes, Paris, France                     | Tchécoslovaquie                           | V 2 - 1                                   | Éliminatoires de l'Euro 1992                 | Titulaire.                                                                 |
| 11                                        | 17 novembre 1990                          | Stade Qemal-Stafa, Tirana, Albanie                  | Albanie                                   | V 1 - 0                                   | Éliminatoires de l'Euro 1992                 | Titulaire.                                                                 |
| 12                                        | 20 février 1991                           | Parc des Princes, Paris, France                     | Espagne                                   | V 3 - 1                                   | Éliminatoires de l'Euro 1992                 | Entre en jeu à la place de Pascal Vahirua à la 82e minute.                 |
| 13                                        | 30 mars 1991                              | Parc des Princes, Paris, France                     | Albanie                                   | V 5 - 0                                   | Éliminatoires de l'Euro 1992                 | Entre en jeu à la place de Franck Sauzée à la 73e minute.                  |
| 14                                        | 14 août 1991                              | Stade municipal, Poznań, Pologne                    | Pologne                                   | V 5 - 1                                   | Match amical                                 | Entre en jeu à la place de Luis Fernandez à la 46e minute.                 |
| 15                                        | 4 septembre 1991                          | Tehelné pole, Bratislava, Tchécoslovaquie           | Tchécoslovaquie                           | V 2 - 1                                   | Éliminatoires de l'Euro 1992                 | Titulaire.                                                                 |
| 16                                        | 12 octobre 1991                           | Stade Benito-Villamarín, Séville, Espagne           | Espagne                                   | V 2 - 1                                   | Éliminatoires de l'Euro 1992                 | Titulaire.                                                                 |
| 17                                        | 20 novembre 1991                          | Parc des Princes, Paris, France                     | Islande                                   | V 3 - 1                                   | Éliminatoires de l'Euro 1992                 | Titulaire.                                                                 |
| 18                                        | 19 février 1992                           | Stade de Wembley, Londres, Angleterre               | Angleterre                                | D 0 - 2                                   | Match amical                                 | Titulaire.                                                                 |
| 19                                        | 25 mars 1992                              | Parc des Princes, Paris, France                     | Belgique                                  | N 3 - 3                                   | Match amical                                 | Titulaire.                                                                 |
| 20                                        | 27 mai 1992                               | Stade olympique de la Pontaise, Lausanne, Suisse    | Suisse                                    | D 1 - 2                                   | Match amical                                 | Titulaire, remplacé par Emmanuel Petit à la 46e minute.                    |
| 21                                        | 5 juin 1992                               | Stade Félix Bollaert, Lens, France                  | Pays-Bas                                  | N 1 - 1                                   | Match amical                                 | Titulaire.                                                                 |
| 22                                        | 10 juin 1992                              | Stade Råsunda, Stockholm, Suède                     | Suède                                     | N 1 - 1                                   | Premier tour de l'Euro 1992                  | Titulaire.                                                                 |
| 23                                        | 14 juin 1992                              | Malmö Stadion, Malmö, Suède                         | Angleterre                                | N 0 - 0                                   | Premier tour de l'Euro 1992                  | Titulaire.                                                                 |
| 24                                        | 17 juin 1992                              | Malmö Stadion, Malmö, Suède                         | Danemark                                  | D 1 - 2                                   | Premier tour de l'Euro 1992                  | Titulaire.                                                                 |
| 25                                        | 26 août 1992                              | Parc des Princes, Paris, France                     | Brésil                                    | D 0 - 2                                   | Match amical                                 | Titulaire.                                                                 |
| 26                                        | 9 septembre 1992                          | Stade national Vassil-Levski, Sofia, Bulgarie       | Bulgarie                                  | D 0 - 2                                   | Éliminatoires de la Coupe du monde 1994      | Titulaire.                                                                 |
| 27                                        | 14 octobre 1992                           | Parc des Princes, Paris, France                     | Autriche                                  | V 2 - 0                                   | Éliminatoires de la Coupe du monde 1994      | Titulaire.                                                                 |
| 28                                        | 14 novembre 1992                          | Parc des Princes, Paris, France                     | Finlande                                  | V 2 - 1                                   | Éliminatoires de la Coupe du monde 1994      | Titulaire.                                                                 |
| 29                                        | 17 février 1993                           | Stade Ramat Gan, Tel Aviv, Israël                   | Israël                                    | V 4 - 0                                   | Éliminatoires de la Coupe du monde 1994      | Titulaire.                                                                 |
| 30                                        | 27 mars 1993                              | Stade Ernst-Happel, Vienne, Autriche                | Autriche                                  | V 1 - 0                                   | Éliminatoires de la Coupe du monde 1994      | Titulaire.                                                                 |
| 31                                        | 28 avril 1993                             | Parc des Princes, Paris, France                     | Suède                                     | V 1 - 0                                   | Éliminatoires de la Coupe du monde 1994      | Titulaire.                                                                 |
| 32                                        | 28 juillet 1993                           | Stade Michel-d'Ornano, Caen, France                 | Russie                                    | V 3 - 1                                   | Match amical                                 | Titulaire.                                                                 |
| 33                                        | 22 août 1993                              | Stade Råsunda, Solna, Suède                         | Suède                                     | N 1 - 1                                   | Éliminatoires de la Coupe du monde 1994      | Titulaire.                                                                 |
| 34                                        | 8 septembre 1993                          | Stade Ratina, Tampere, Finlande                     | Finlande                                  | V 2 - 0                                   | Éliminatoires de la Coupe du monde 1994      | Titulaire, remplacé par Vincent Guérin à la 88e minute.                    |
| 35                                        | 13 octobre 1993                           | Parc des Princes, Paris, France                     | Israël                                    | D 2 - 3                                   | Éliminatoires de la Coupe du monde 1994      | Titulaire.                                                                 |
| 36                                        | 17 novembre 1993                          | Parc des Princes, Paris, France                     | Bulgarie                                  | D 1 - 2                                   | Éliminatoires de la Coupe du monde 1994      | Titulaire.                                                                 |
| 37                                        | 16 février 1994                           | Stade San Paolo, Naples, Italie                     | Italie                                    | V 1 - 0                                   | Match amical                                 | Titulaire.                                                                 |
| 38                                        | 22 mars 1994                              | Stade de Gerland, Lyon, France                      | Chili                                     | V 3 - 1                                   | Match amical                                 | Titulaire et capitaine.                                                    |
| 39                                        | 29 mai 1994                               | Stade olympique national, Tokyo, Japon              | Japon                                     | V 4 - 1                                   | Match amical                                 | Titulaire.                                                                 |
| 40                                        | 7 septembre 1994                          | Tehelné pole, Bratislava, Slovaquie                 | Slovaquie                                 | N 0 - 0                                   | Éliminatoires de l'Euro 1996                 | Titulaire.                                                                 |
| 41                                        | 26 avril 1995                             | Stade de la Beaujoire, Nantes, France               | Slovaquie                                 | V 4 - 0                                   | Éliminatoires de l'Euro 1996                 | Titulaire et capitaine.                                                    |
| 42                                        | 16 août 1995                              | Parc des Princes, Paris, France                     | Pologne                                   | N 1 - 1                                   | Éliminatoires de l'Euro 1996                 | Titulaire.                                                                 |
| 43                                        | 6 septembre 1995                          | Stade de l'Abbé-Deschamps, Auxerre, France          | Azerbaïdjan                               | V 10 - 0                                  | Éliminatoires de l'Euro 1996                 | Titulaire.                                                                 |
| 44                                        | 11 octobre 1995                           | Stade Steaua, Bucarest, Roumanie                    | Roumanie                                  | V 3 - 1                                   | Éliminatoires de l'Euro 1996                 | Titulaire.                                                                 |
| 45                                        | 15 novembre 1995                          | Stade Michel-d'Ornano, Caen, France                 | Israël                                    | V 2 - 0                                   | Éliminatoires de l'Euro 1996                 | Titulaire.                                                                 |
| 46                                        | 24 janvier 1996                           | Parc des Princes, Paris, France                     | Portugal                                  | V 3 - 2                                   | Match amical                                 | Titulaire.                                                                 |
| 47                                        | 21 février 1996                           | Stade des Costières, Nîmes, France                  | Grèce                                     | V 3 - 1                                   | Match amical                                 | Titulaire.                                                                 |
| 48                                        | 27 mars 1996                              | Stade Roi Baudouin, Bruxelles, Belgique             | Belgique                                  | V 2 - 0                                   | Match amical                                 | Titulaire.                                                                 |
| 49                                        | 1er juin 1996                             | Gottlieb-Daimler-Stadion, Stuttgart, Allemagne      | Allemagne                                 | V 1 - 0                                   | Match amical                                 | Titulaire et capitaine.                                                    |
| 50                                        | 5 juin 1996                               | Stadium Nord, Villeneuve-d'Ascq, France             | Arménie                                   | V 2 - 0                                   | Match amical                                 | Titulaire et capitaine.                                                    |
| 51                                        | 10 juin 1996                              | St James' Park, Newcastle, Angleterre               | Roumanie                                  | V 1 - 0                                   | Premier tour de l'Euro 1996                  | Titulaire et capitaine.                                                    |
| 52                                        | 15 juin 1996                              | Elland Road, Leeds, Angleterre                      | Espagne                                   | N 1 - 1                                   | Premier tour de l'Euro 1996                  | Titulaire et capitaine.                                                    |
| 53                                        | 18 juin 1996                              | St James' Park, Newcastle, Angleterre               | Bulgarie                                  | V 3 - 1                                   | Premier tour de l'Euro 1996                  | Titulaire et capitaine.                                                    |
| 54                                        | 22 juin 1996                              | Anfield, Liverpool, Angleterre                      | Pays-Bas                                  | N 0 - 0 5-4 t.a.b                         | Quart de finale de l'Euro 1996               | Titulaire et capitaine.                                                    |
| 55                                        | 31 août 1996                              | Parc des Princes, Paris, France                     | Mexique                                   | V 2 - 0                                   | Match amical                                 | Titulaire et capitaine.                                                    |
| 56                                        | 9 octobre 1996                            | Parc des Princes, Paris, France                     | Turquie                                   | V 4 - 0                                   | Match amical                                 | Titulaire et capitaine.                                                    |
| 57                                        | 9 novembre 1996                           | Parken Stadium, Copenhague, Danemark                | Danemark                                  | D 0 - 1                                   | Match amical                                 | Titulaire et capitaine.                                                    |
| 58                                        | 22 janvier 1997                           | Estádio 1.º de Maio (pt), Braga, Portugal           | Portugal                                  | V 2 - 0                                   | Match amical                                 | Titulaire, capitaine et buteur, remplacé par Bruno Ngotty à la 62e minute. |
| 59                                        | 3 juin 1997                               | Stade de Gerland, Lyon, France                      | Brésil                                    | N 1 - 1                                   | Tournoi de France 1997                       | Titulaire et capitaine.                                                    |
| 60                                        | 7 juin 1997                               | Stade de la Mosson, Montpellier, France             | Angleterre                                | D 0 - 1                                   | Tournoi de France 1997                       | Titulaire et capitaine.                                                    |
| 61                                        | 11 juin 1997                              | Parc des Princes, Paris, France                     | Italie                                    | N 2 - 2                                   | Tournoi de France 1997                       | Titulaire et capitaine.                                                    |
| 62                                        | 11 octobre 1997                           | Stade Bollaert, Lens, France                        | Afrique du Sud                            | V 2 - 1                                   | Match amical                                 | Titulaire et capitaine.                                                    |
| 63                                        | 12 novembre 1997                          | Stade Geoffroy-Guichard, Saint-Étienne, France      | Écosse                                    | V 2 - 1                                   | Match amical                                 | Titulaire et capitaine.                                                    |
| 64                                        | 28 janvier 1998                           | Stade de France, Saint-Denis, France                | Espagne                                   | V 1 - 0                                   | Match amical                                 | Titulaire et capitaine, remplacé par Vincent Candela à la 62e minute.      |
| 65                                        | 25 février 1998                           | Stade Vélodrome, Marseille, France                  | Norvège                                   | N 3 - 3                                   | Match amical                                 | Titulaire et capitaine.                                                    |
| 66                                        | 25 mars 1998                              | Stade Dynamo, Moscou, Russie                        | Russie                                    | D 0 - 1                                   | Match amical                                 | Titulaire et capitaine, remplacé par Alain Boghossian à la 46e minute.     |
| 67                                        | 22 avril 1998                             | Stade Råsunda, Stockholm, Suède                     | Suède                                     | N 0 - 0                                   | Match amical                                 | Titulaire et capitaine, remplacé par Patrick Vieira à la 68e minute.       |
| 68                                        | 27 mai 1998                               | Stade Mohammed-V, Casablanca, Maroc                 | Belgique                                  | V 1 - 0                                   | Tournoi Hassan II 1998                       | Titulaire et capitaine.                                                    |
| 69                                        | 29 mai 1998                               | Stade Mohammed-V, Casablanca, Maroc                 | Maroc                                     | N 2 - 2 5-6 t.a.b                         | Tournoi Hassan II 1998                       | Titulaire et capitaine, remplacé par Patrick Vieira à la 46e minute.       |
| 70                                        | 5 juin 1998                               | Olympiastadion, Helsinki, Finlande                  | Finlande                                  | V 1 - 0                                   | Match amical                                 | Titulaire et capitaine.                                                    |
| 71                                        | 12 juin 1998                              | Stade Vélodrome, Marseille, France                  | Afrique du Sud                            | V 3 - 0                                   | Premier tour de la Coupe du monde 1998       | Titulaire et capitaine.                                                    |
| 72                                        | 18 juin 1998                              | Stade de France, Saint-Denis, France                | Arabie saoudite                           | V 4 - 0                                   | Premier tour de la Coupe du monde 1998       | Titulaire et capitaine.                                                    |
| 73                                        | 28 juin 1998                              | Stade Bollaert, Lens, France                        | Paraguay                                  | V 1 - 0 b.e.o                             | Huitième de finale de la Coupe du monde 1998 | Titulaire et capitaine.                                                    |
| 74                                        | 3 juillet 1998                            | Stade de France, Saint-Denis, France                | Italie                                    | N 0 - 0 4-3 t.a.b                         | Quart de finale de la Coupe du monde 1998    | Titulaire et capitaine.                                                    |
| 75                                        | 8 juillet 1998                            | Stade de France, Saint-Denis, France                | Croatie                                   | V 2 - 1                                   | Demi-finale de la Coupe du monde 1998        | Titulaire et capitaine.                                                    |
| 76                                        | 12 juillet 1998                           | Stade de France, Saint-Denis, France                | Brésil                                    | V 3 - 0                                   | Finale de la Coupe du monde 1998             | Titulaire et capitaine.                                                    |
| 77                                        | 19 août 1998                              | Stade Ernst-Happel, Vienne, Autriche                | Autriche                                  | N 2 - 2                                   | Match amical                                 | Titulaire et capitaine, remplacé par Frédéric Déhu à la 46e minute.        |
| 78                                        | 5 septembre 1998                          | Laugardalsvöllur, Reykjavik, Islande                | Islande                                   | N 1 - 1                                   | Éliminatoires de l'Euro 2000                 | Titulaire et capitaine.                                                    |
| 79                                        | 10 octobre 1998                           | Stade Loujniki, Moscou, Russie                      | Russie                                    | V 3 - 2                                   | Éliminatoires de l'Euro 2000                 | Titulaire et capitaine.                                                    |
| 80                                        | 14 octobre 1998                           | Stade de France, Saint-Denis, France                | Andorre                                   | V 2 - 0                                   | Éliminatoires de l'Euro 2000                 | Titulaire et capitaine.                                                    |
| 81                                        | 20 janvier 1999                           | Stade Vélodrome, Marseille, France                  | Maroc                                     | V 1 - 0                                   | Match amical                                 | Titulaire et capitaine, remplacé par Emmanuel Petit à la 46e minute.       |
| 82                                        | 10 février 1999                           | Stade de Wembley, Londres, Angleterre               | Angleterre                                | V 2 - 0                                   | Match amical                                 | Titulaire et capitaine, remplacé par Vincent Candela à la 93e minute.      |
| 83                                        | 27 mars 1999                              | Stade de France, Saint-Denis, France                | Ukraine                                   | N 0 - 0                                   | Éliminatoires de l'Euro 2000                 | Titulaire et capitaine.                                                    |
| 84                                        | 31 mars 1999                              | Stade de France, Saint-Denis, France                | Arménie                                   | V 2 - 0                                   | Éliminatoires de l'Euro 2000                 | Titulaire et capitaine.                                                    |
| 85                                        | 5 juin 1999                               | Stade de France, Saint-Denis, France                | Russie                                    | D 2 - 3                                   | Éliminatoires de l'Euro 2000                 | Titulaire et capitaine.                                                    |
| 86                                        | 4 septembre 1999                          | Olimpiski, Kiev, Ukraine                            | Ukraine                                   | N 0 - 0                                   | Éliminatoires de l'Euro 2000                 | Titulaire et capitaine.                                                    |
| 87                                        | 8 septembre 1999                          | Stade Hrazdan, Erevan, Arménie                      | Arménie                                   | V 3 - 2                                   | Éliminatoires de l'Euro 2000                 | Titulaire et capitaine.                                                    |
| 88                                        | 9 octobre 1999                            | Stade de France, Saint-Denis, France                | Islande                                   | V 3 - 2                                   | Éliminatoires de l'Euro 2000                 | Titulaire et capitaine.                                                    |
| 89                                        | 13 novembre 1999                          | Stade de France, Saint-Denis, France                | Croatie                                   | V 3 - 0                                   | Match amical                                 | Entre en jeu à la place de Johan Micoud à la 85e minute.                   |
| 90                                        | 23 février 2000                           | Stade de France, Saint-Denis, France                | Pologne                                   | V 1 - 0                                   | Match amical                                 | Titulaire et capitaine.                                                    |
| 91                                        | 29 mars 2000                              | Hampden Park, Glasgow, Écosse                       | Écosse                                    | V 2 - 0                                   | Match amical                                 | Titulaire et capitaine, remplacé par Patrick Vieira à la 60e minute.       |
| 92                                        | 26 avril 2000                             | Stade de France, Saint-Denis, France                | Slovénie                                  | V 3 - 2                                   | Match amical                                 | Titulaire et capitaine, remplacé par Emmanuel Petit à la 63e minute.       |
| 93                                        | 28 mai 2000                               | Stade Maksimir, Zagreb, Croatie                     | Croatie                                   | V 2 - 0                                   | Match amical                                 | Titulaire et capitaine.                                                    |
| 94                                        | 4 juin 2000                               | Stade Mohammed-V, Casablanca, Maroc                 | Japon                                     | N 2 - 2 4-2 t.a.b                         | Tournoi Hassan II 2000                       | Titulaire et capitaine, remplacé par Patrick Vieira à la 46e minute.       |
| 95                                        | 6 juin 2000                               | Stade Mohammed-V, Casablanca, Maroc                 | Maroc                                     | V 5 - 1                                   | Tournoi Hassan II 2000                       | Entre en jeu à la place de Johan Micoud à la 67e minute.                   |
| 96                                        | 11 juin 2000                              | Stade Jan-Breydel, Bruges, Belgique                 | Danemark                                  | V 3 - 0                                   | Premier tour de l'Euro 2000                  | Titulaire et capitaine.                                                    |
| 97                                        | 16 juin 2000                              | Stade Jan-Breydel, Bruges, Belgique                 | Tchéquie                                  | V 2 - 1                                   | Premier tour de l'Euro 2000                  | Titulaire et capitaine.                                                    |
| 98                                        | 21 juin 2000                              | Amsterdam ArenA, Amsterdam, Pays-Bas                | Pays-Bas                                  | D 2 - 3                                   | Premier tour de l'Euro 2000                  | Entre en jeu à la place de Patrick Vieira à la 90e minute.                 |
| 99                                        | 25 juin 2000                              | Stade Jan-Breydel, Bruges, Belgique                 | Espagne                                   | V 2 - 1                                   | Quart de finale de l'Euro 2000               | Titulaire et capitaine.                                                    |
| 100                                       | 28 juin 2000                              | Stade Roi Baudouin, Bruxelles, Belgique             | Portugal                                  | V 2 - 1 b.e.o                             | Demi-finale de l'Euro 2000                   | Titulaire et capitaine.                                                    |
| 101                                       | 2 juillet 2000                            | Stade de Feyenoord, Rotterdam, Pays-Bas             | Italie                                    | V 2 - 1 b.e.o                             | Finale de l'Euro 2000                        | Titulaire et capitaine.                                                    |
| 102                                       | 16 août 2000                              | Stade Vélodrome, Marseille, France                  | Sélection FIFA                            | V 5 - 1                                   | Match amical                                 | Titulaire et capitaine, remplacé par Patrick Vieira à la 61e minute.       |
| 103                                       | 2 septembre 2000                          | Stade de France, Saint-Denis, France                | Angleterre                                | N 1 - 1                                   | Match amical                                 | Titulaire et capitaine, remplacé par Patrick Vieira à la 57e minute.       |

#### Buts internationaux
| 0     | Date | Lieu | Compétition | Résultat | Adversaire | Détail | Détail | Détail | Sél. |
| ----- | --- | --- | --- | --- | --- | --- | --- | --- | --- |
| 1er   | 11 octobre 1989                                                                                                | Parc des Princes, Paris, France                                                                                | Éliminatoires Coupe du monde 1990                                                                              | V 3-0 | Écosse | 26e | du pied gauche                                                                                                 | 1-0 | 4e |
| 2e    | 18 novembre 1989                                                                                               | Stadium de Toulouse, Toulouse, France                                                                          | Éliminatoires Coupe du monde 1990                                                                              | V 2-0 | Chypre | 25e | du pied gauche                                                                                                 | 1-0 | 5e |
| 3e    | 24 janvier 1990                                                                                                | Stade Al-Sadaqua Walsalam (en), Koweït, Koweït                                                                 | Tournoi du Koweït                                                                                              | V 3-0 | Allemagne de l'Est                                                                                             | 73e | du pied droit                                                                                                  | 3-0 | 7e |
| 4e    | 22 janvier 1997                                                                                                | Estádio 1.º de Maio (pt), Braga, Portugal                                                                      | Match amical                                                                                                   | V 0-2 | Portugal | 10e | du pied droit                                                                                                  | 0-1 | 58e |
| Total | 4 buts (2 du pied droit et 2 du pied gauche), en 103 sélections entre le 29 avril 1989 et le 2 septembre 2000. | 4 buts (2 du pied droit et 2 du pied gauche), en 103 sélections entre le 29 avril 1989 et le 2 septembre 2000. | 4 buts (2 du pied droit et 2 du pied gauche), en 103 sélections entre le 29 avril 1989 et le 2 septembre 2000. | 4 buts (2 du pied droit et 2 du pied gauche), en 103 sélections entre le 29 avril 1989 et le 2 septembre 2000. | 4 buts (2 du pied droit et 2 du pied gauche), en 103 sélections entre le 29 avril 1989 et le 2 septembre 2000. | 4 buts (2 du pied droit et 2 du pied gauche), en 103 sélections entre le 29 avril 1989 et le 2 septembre 2000. | 4 buts (2 du pied droit et 2 du pied gauche), en 103 sélections entre le 29 avril 1989 et le 2 septembre 2000. | 4 buts (2 du pied droit et 2 du pied gauche), en 103 sélections entre le 29 avril 1989 et le 2 septembre 2000. | 4 buts (2 du pied droit et 2 du pied gauche), en 103 sélections entre le 29 avril 1989 et le 2 septembre 2000. |

### Statistiques d'entraîneur
| Saison                | Club                   | Division              | Matchs | Victoires | Nuls | Défaites | % Victoires |
| --------------------- | ---------------------- | --------------------- | ------ | --------- | ---- | -------- | ----------- |
| 2001-2002             | AS Monaco              | Division 1            | 41     | 14        | 13   | 14       | 34,10       |
| 2002-2003             | AS Monaco              | Ligue 1               | 44     | 24        | 10   | 10       | 54,50       |
| 2003-2004             | AS Monaco              | Ligue 1               | 56     | 29        | 16   | 11       | 51,80       |
| 2004-2005             | AS Monaco              | Ligue 1               | 57     | 28        | 18   | 11       | 49,10       |
| 2005-2006             | AS Monaco              | Ligue 1               | 10     | 3         | 2    | 5        | 30,00       |
| Sous-total            | Sous-total             | Sous-total            | 208    | 98        | 59   | 51       | 47,11       |
| 2006-2007             | Juventus FC            | Serie B               | 43     | 30        | 10   | 3        | 69,77       |
| Sous-total            | Sous-total             | Sous-total            | 43     | 30        | 10   | 3        | 69,77       |
| 2009-2010             | Olympique de Marseille | Ligue 1               | 54     | 32        | 11   | 11       | 60,00       |
| 2010-2011             | Olympique de Marseille | Ligue 1               | 52     | 27        | 15   | 10       | 51,92       |
| 2011-2012             | Olympique de Marseille | Ligue 1               | 57     | 24        | 13   | 20       | 42,11       |
| Sous-total            | Sous-total             | Sous-total            | 163    | 83        | 39   | 41       | 50,92       |
| 2012-2013             | Équipe de France       | -                     | 11     | 4         | 2    | 5        | 36,36       |
| 2013-2014             | Équipe de France       | -                     | 16     | 10        | 4    | 2        | 62,50       |
| 2014-2015             | Équipe de France       | -                     | 10     | 5         | 2    | 3        | 50,00       |
| 2015-2016             | Équipe de France       | -                     | 17     | 14        | 1    | 2        | 82,35       |
| 2016-2017             | Équipe de France       | -                     | 11     | 7         | 2    | 2        | 63,63       |
| 2017-2018             | Équipe de France       | -                     | 18     | 13        | 4    | 1        | 72,22       |
| 2018-2019             | Équipe de France       | Ligue A               | 11     | 7         | 2    | 2        | 63,63       |
| 2019-2020             | Équipe de France       | -                     | 6      | 5         | 1    | 0        | 83,33       |
| 2020-2021             | Équipe de France       | Ligue A               | 17     | 11        | 5    | 1        | 64,71       |
| 2021-2022             | Équipe de France       | -                     | 13     | 7         | 4    | 2        | 53,85       |
| 2022-2023             | Équipe de France       | Ligue A               | 11     | 8         | 1    | 2        | 72,73       |
| 2023-2024             | Équipe de France       | -                     | 9      | 4         | 3    | 3        | -           |
| Sous-total            | Sous-total             | Sous-total            | 158    | 101       | 30   | 27       | 64,54       |
| Total sur la carrière | Total sur la carrière  | Total sur la carrière | 563    | 306       | 139  | 118      | 54,41       |

## Palmarès

### Palmarès de joueur
Dans son mémo-foot du début de saison 1999-2000, Eugène Saccomano fait paraitre un classement mondial des plus beaux palmarès internationaux de tous les temps, établi sur la base d'un barème de point. Avant de gagner la Coupe d'Angleterre 2000 et l'Euro 2000, Deschamps est à la dix-septième place. Premier Français, il est aussi le troisième joueur en activité derrière Maldini et Matthäus.

#### En club
| FC Nantes :                            | Olympique de Marseille (3) :                                                               | Juventus (11) : | Chelsea FC (1) :                        | Valence CF                               |
| -------------------------------------- | ------------------------------------------------------------------------------------------ | --- | --------------------------------------- | ---------------------------------------- |
| - Coupe Gambardella - Finaliste : 1986 | - Championnat de France - Champion : 1990 et 1992 - Ligue des champions - Vainqueur : 1993 | - Championnat d'Italie - Champion : 1995, 1997 et 1998 - Coupe d'Italie - Vainqueur : 1995 - Supercoupe d'Italie - Vainqueur : 1995 et 1997 - Ligue des Champions - Vainqueur : 1996 - Finaliste : 1997 et 1998 - Coupe intercontinentale - Vainqueur : 1996 - Supercoupe d'Europe - Vainqueur : 1996 - Coupe de l'UEFA - Finaliste : 1995 - Luigi Berlusconi (amical) - Vainqueur : 1995 et en 1998 | - Coupe d'Angleterre - Vainqueur : 2000 | - Ligue des Champions - Finaliste : 2001 |

#### En sélection
| Équipe de France (6) : | France espoir (1) :                                 |
| --- | --------------------------------------------------- |
| - Coupe du monde - Vainqueur : 1998 - Championnat d'Europe - Vainqueur : 2000 - Coupe Kirin - Vainqueur : 1994 - Tournoi du Koweït (amical) - Vainqueur : 1990 - Tournoi Hassan II (amical) - Vainqueur : 1998 et 2000 | - Festival international espoirs - Vainqueur : 1988 |

### Palmarès d'entraîneur

#### En club
| AS Monaco (1) :                                                                 | Juventus (1) :                                    | Olympique de Marseille (6) : |
| ------------------------------------------------------------------------------- | ------------------------------------------------- | --- |
| - Coupe de la Ligue - Vainqueur : 2003 - Ligue des champions - Finaliste : 2004 | - Championnat d'Italie (Div. 2) - Champion : 2007 | - Championnat de France - Champion : 2010 - Coupe de la Ligue - Vainqueur : 2010, 2011 et 2012 - Trophée des champions - Vainqueur : 2010 et 2011 |

#### En sélection
| Équipe de France (2) : |
| --- |
| - Coupe du monde - Vainqueur : 2018 - Finaliste : 2022 - Championnat d'Europe - Finaliste : 2016 - Ligue des nations - Vainqueur : 2021 - Troisième : 2025 |

## Distinctions personnelles et records
| Distinctions nationales | Distinctions internationales | Records |
| --- | --- | --- |
| Joueur - Révélation de l'année France Football en 1989 - Membre du club de l’année France Football en 1990 et 1992 avec l'Olympique de Marseille - Joueur français de l'année en 1996 - Oscar d'honneur UNFP en 1999 - Oscar d'honneur UNFP avec l'équipe de France de 1998 en 1999 - Trophée d'honneur UNFP avec l'équipe de France de 1998 en 2008 - Trophée d'honneur UNFP avec l'équipe de France de 2000 en 2016 - Prix Orange France Football en 2001 Entraîneur - Trophée UNFP du meilleur entraîneur de Ligue 1 en 2004 - Entraîneur français de l'année France Football en 2003 et 2010 - Entraîneur français de l’année France Football en 2018 Autre - Nommé dans la Dream Team des 110 ans de l'Olympique de Marseille en 2010 - Élu dans le XI de légende (joueur et sélectionneur) de tous les temps de l'équipe de France selon les internautes de L'Équipe en 2020 | Joueur - Prix spécial du Festival international espoirs en 1988 - Membre de l'équipe de l'année IFFHS avec la Juventus en 1996 - Membre de l'équipe de l'année World Soccer Awards avec l'équipe de France en 1991, 1998, 2000 et 2018 - Membre de l'équipe européenne de l'année France Football avec l'équipe de France en 1991, 1998, 2000, 2018 et 2020 Entraîneur - RMC Sport Award du manager sportif de l'année 2016 - Entraineur national de l'année World Soccer Awards en 2018 - The Best, Entraîneur de la FIFA en 2018, - Sélectionneur IFFHS de l'année en 2018 et en 2020. Troisième entraîneur de l'histoire à gagner la coupe du monde en tant que joueur et en tant qu'entraîneur (1998 puis 2018) après Mario Zagallo (1958 et 1962 puis 1970) et Franz Beckenbauer (1974 puis 1990). Autre - Nommé au FIFA 100 (125 meilleurs joueurs vivants de tous les temps) en 2004 | - Membre de l'équipe de France qui finit 1re au classement FIFA des équipes européennes, en 1998, 2000 et 2001 - Membre de l'équipe de France qui atteint la première place au classement FIFA mondial, en mai 2001 et en août 2018 - Membre de l'équipe de France qui dispute 19 matchs sans défaite (entre mars 1989 et le 19 février 1992) - Membre de l'équipe de France qui remporte tous ses matchs des Éliminatoires du Championnat d'Europe de football 1992 (une première en Europe) - Membre de l'équipe de France qui dispute 30 matchs sans défaite (entre février 1994 et octobre 1996) - Premier joueur à remporter tous les matchs d'une phase éliminatoire d'un Euro (Euro 92) - Plus jeune coach de l’histoire à atteindre une Finale de Ligue des champions, en 2004 avec l'AS Monaco |

## Décorations
- Officier de la Légion d'honneur (chevalier en 1998[70], officier en 2018[1]).

## Hommages

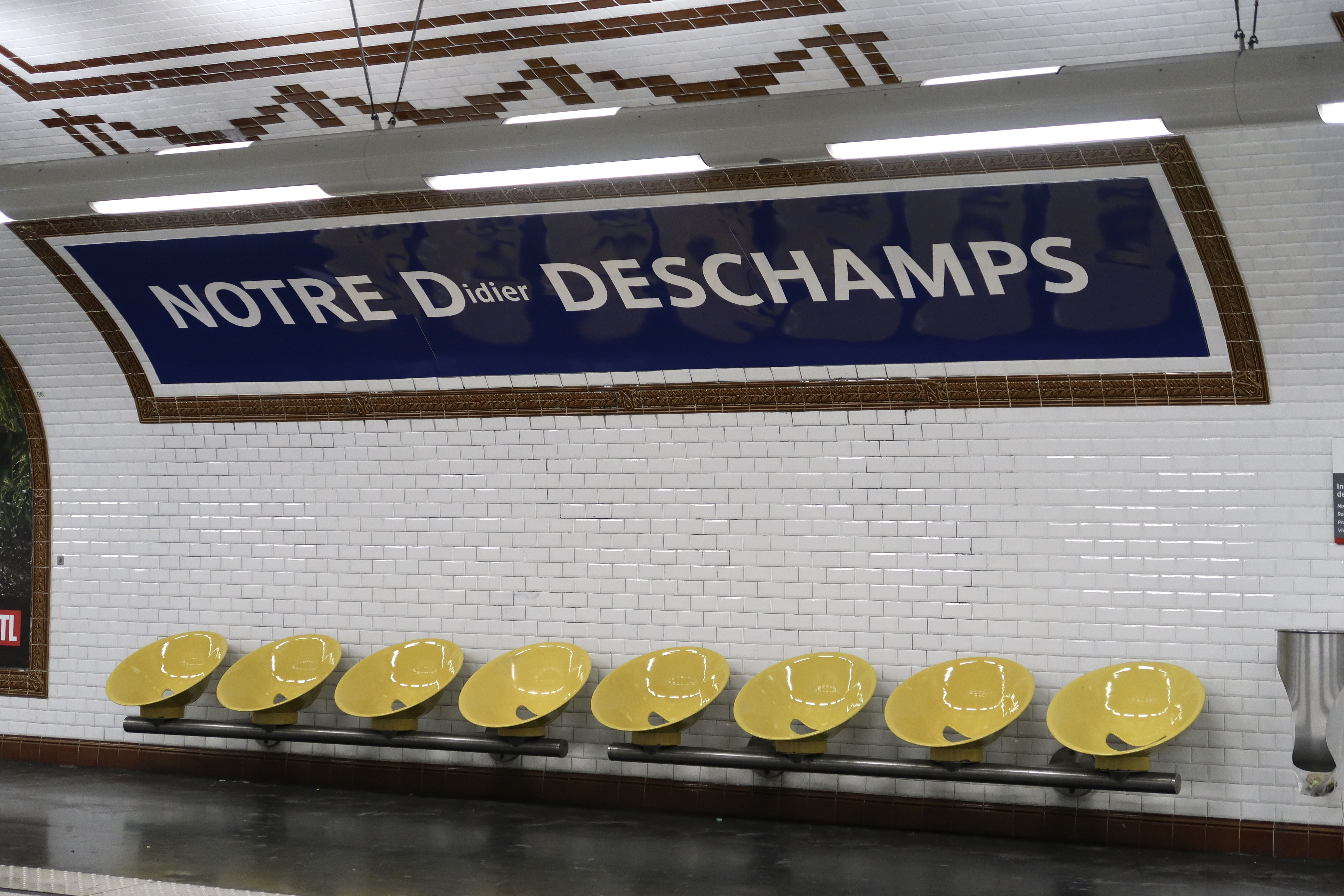
La station du métro parisien Notre-Dame-des-Champs renommée de façon éphémère « Notre-Didier-Deschamps » en juillet 2018, après la victoire à la Coupe du monde.

En son honneur, l'Aviron bayonnais Football Club renomme en juillet 2000 son stade en stade Didier-Deschamps. L'ancien nom de ce stade d'une capacité de 3 000 places, dont 1 500 assises, est stade du Grand-Basque. C'est à l'Aviron bayonnais que Didier Deschamps fait ses premiers pas dans le football dans la catégorie benjamins à la fin des années 1970,. Un deuxième stade portant le nom du joueur se trouve dans le département du Nord. Le samedi 31 août 2002, la commune d'Halluin rebaptise le stade principal de la ville en stade Didier-Deschamps en présence du joueur. À la suite de sa victoire lors de la Coupe du monde 2018 avec la France, la ville du 
Cap-d'Ail (Alpes-Maritimes), où Deschamps réside depuis 2001, rebaptise à son tour le stade municipal en stade Didier-Deschamps en l'honneur du sélectionneur des Bleus. De manière éphémère, la station de métro parisien Notre-Dame-des-Champs est renommée « Notre-Didier-Deschamps ». Après avoir été fait chevalier de la Légion d'honneur en 1998, il est promu au grade d'officier le 1er janvier 2019.

## Vie personnelle

### Prises de position
Lors du second tour de la présidentielle 2002, Didier Deschamps appelle à voter contre le candidat FN, estimant que « les idées de Jean-Marie Le Pen étaient contraires aux valeurs de tolérance ». Hormis cet épisode, il refuse de « s'exprimer » sur les sujets de société « parce qu'[il] peut représenter et en étant dans la sphère sportive ». Jugeant le montant de son salaire « indécent », il assure avoir « conscience » d'être un « privilégié » tout en connaissant le « montant du SMIC, d'une baguette ou le prix d’un litre d’essence ».

### Image publique
Détenteur d'un grand palmarès, Didier Deschamps est souvent associé à la « culture de la gagne »,, qu'il dit avoir apprise à la Juventus. La « chance » dont il bénéficierait lors des tirages au sort et des grands tournois est aussi régulièrement relevée par les médias, et reprise par les dessinateurs (dont Soulcié) bien que l'entraîneur français s'en défende.
Parmi les choix les plus critiqués de Didier Deschamps en équipe de France figure la mise à l'écart de Karim Benzema pendant près de six ans,,. Alors qu'il avait dans un premier temps défendu son joueur, le sélectionneur mit à l'écart Benzema à la suite des déclarations de l'attaquant madrilène dans la presse espagnole. En effet, réagissant à la décision de la FFF de ne pas le sélectionner pour l'Euro 2016 à la suite de l'affaire dite de la « sextape », Benzema avait déclaré : « Deschamps a cédé à la pression d'une partie raciste de la France ». La maison du sélectionneur située à Concarneau avait été ensuite taguée du mot « raciste ». Tout en restant évasif sur les motifs de cette mise à l'écart, il déclare en 2018 qu'il « n'oubliera jamais » ces accusations. En 2021, à la suite d'une « longue discussion », il rappelle l'attaquant pour l'Euro.
Habile dans sa communication,, Didier Deschamps n’hésite pas à utiliser la langue de bois – notamment en conférence de presse – lorsqu’il juge que c’est nécessaire. Sa communication a parfois été comparée à celle d’un homme politique. Sur le terrain, il a été l'un des premiers joueurs à mettre la main devant sa bouche pour dissimuler ses paroles. Personnage public, il est régulièrement moqué et caricaturé sur ses tics de langage et le ton de sa voix par les humoristes (Nicolas Canteloup, Ahmed Sylla, etc.) et les émissions de télévision (Le Petit Journal, Quotidien ou encore Les Guignols).
Absent des médias sociaux, le sélectionneur français dit ne pas en « voir l'intérêt » tout en estimant qu'il faut « vivre avec son temps ». S'il accepte la critique sur « [s]es choix », Deschamps refuse qu'on s'attaque à lui « en tant qu'homme » et à sa « famille ». Il s'est d'ailleurs opposé à son ex-coéquipier en équipe de France, Christophe Dugarry, estimant que les propos du consultant (« Deschamps prend en otage l'équipe de France ») avaient « dépassé l'entendement ».
Malgré les nombreuses critiques qu'il peut subir par rapport à ses choix de sélectionneur, Didier Deschamps reste très populaire auprès d'une grande partie des supporters français et de la population française plus généralement. Il apparaît régulièrement dans le classement de la personnalité préférée des Français, dans lequel il est notamment placé 25e en 2019.

### Vie familiale
Il est marié à Claude (née en 1966), une Bretonne de Concarneau. Ils se sont rencontrés à Nantes où elle suivait des études d’orthophoniste,. Ils vivent en couple depuis 1985 et sont les parents d'un garçon prénommé Dylan, né en mai 1996,. Son fils est diplômé de l'EDHEC Business School de Nice et travaille dans le monde de la finance.

### Engagements
Il est parrain de l'opération Pièces jaunes depuis 2019.